# Arquitectura de la Provença
L'arquitectura de la Provença inclou una rica col·lecció de monuments a Occitània de l'Imperi Romà, monestirs cistercencs del període romànic, palaus i esglésies medievals, fortificacions de l'època de Lluís XIV, així com nombrosos pobles dalt de turons i fines esglésies. Provença fou una zona molt pobra després del s. XVIII, però al s. XX hi hagué una reactivació econòmica, una prova n'és un dels edificis més influents del segle xx, l'Unité d'Habitation, de Le Corbusier a Marsella.
Provença, a la cantonada sud-est occitana de l'estat francés, inclou els departaments de Var, Boques del Roine, Valclusa, i part d'Alps de l'Alta Provença i Alps Marítims. El comtat original de Provença s'estenia des de la riba oest del riu Roine a la riba oriental del riu Var, a la vora del comtat niçard. La Provença culturalment i històrica s'estén cap a l'oest de la Gard a Nimes i al riu Vidorle.

## Prehistòria i llocs antics a Provença (27000 ae-segleiiaC)

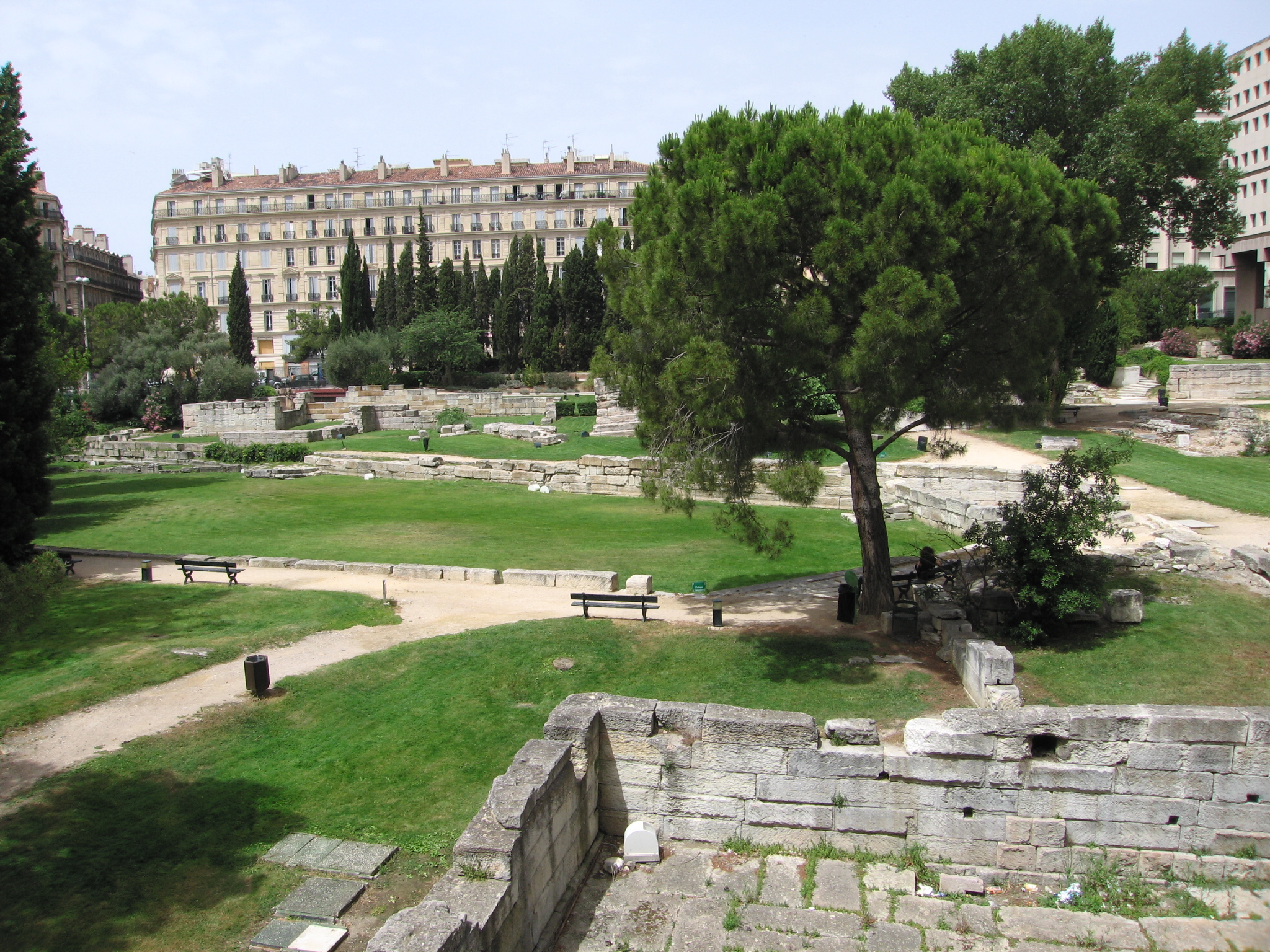
El jardí dels Vestigis a Marsella, amb restes de l'antiga ciutat portuària focea de Massàlia, descoberta el 1967 durant uns treballs de construcció

Uns bussos, al 1991, trobaren restes d'un assentament prehistòric, datat de 27000 i 19000 ae, a la cova Cosquer, una cova submarina en una cala a la costa propera a Marsella.
Es descobrí a Marsella un poblat neolític que data del 6000 ae, prop de l'estació de tren de Saint Charles, que té restes de muralles de fang cuit amb forats per a pals, així com eines.
Marsella es fundà al 546 ae per colons grecs procedents de la ciutat de Focea (a l'actual Turquia), a la costa egea d'Àsia Menor, que fugien d'una invasió del poble persa. L'anomenaren Massalia.
La petjada de l'assentament original s'ha trobat al costat oest del turó de Saint-Laurent a Marsella. L'assentament original s'estenia a l'est cap a l'alteró dels Molins i finalment cap al pujol dels Carmes, que abasta una cinquantena d'hectàrees. La grandària de l'assentament originari no fou superat fins al segle xvii. Les restes de les antigues fortificacions focees de Massalia, que daten de finals del s. Vii ae, es poden veure al jardí dels Vestigis, a l'alteró dels Carmes. Al s. II ae se'n reconstruí tot el sistema de fortificacions en pedra calcària rosa. Part de les muralles encara es poden veure al jardí dels Vestigis.
Segons l'historiador Estrabó i altres fonts antigues, la ciutat de Massalia tenia temples per a Apol·lo i Àrtemis, però no n'hi ha rastres en l'actualitat. L'única estructura que queda de l'antiga Massalia són els cellers de Saint-Sauveur, prop de la plaça de Lenche. És probable que servira de graner o d'arsenal.
Els foceus també establiren colònies a Niça, Arle, Canes i al sud de Nimes. Més tard, la zona fou habitada també per celtes, que eren coneguts com a lígurs o celtolígurs, que hi construïren els oppida, o forts. Poc rastre queda de la seua arquitectura.

## Monuments romans a Provença (20 ae-476 de)

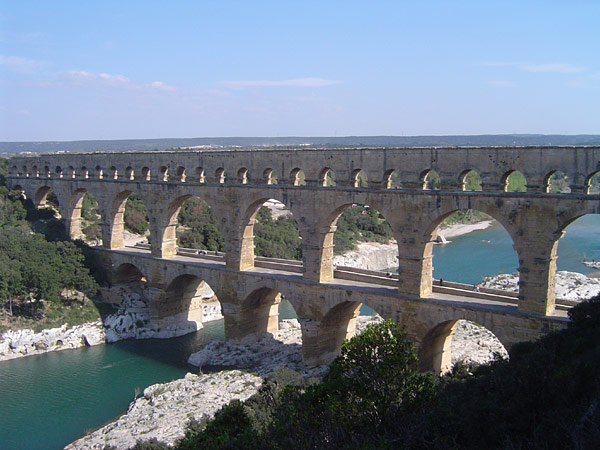
Pont del Gard, s. I ae

Al segle ii aC, els romans començaren la conquesta de Provença: enviaren tropes que derrotaren als lígurs, i en destruïren les fortaleses. L'any 123 ae els romans fundaren Ais de Provença, i dos anys més tard una nova ciutat a Nemausa (Nimes). La colònia romana coneguda com a Província s'organitzà al voltant del 120 ae. Una calçada romana, la via Domícia, el nom de cònsol romà Gneu Domici Enobarb, es construí per unir Roma amb els Pirineus, seguint la ruta del camí vell grec d'Hèrcules. Això feu que s'expandira el comerç per la zona.
Al s. I ae, legió romana acabà la conquesta de la Gàl·lia i començà a construir ciutats, arcs triomfals, amfiteatres, teatres, banys i aqüeductes a Provença.
L'aqüeducte romà del pont del Gard (s. I de), construït durant l'època de l'emperador Claudi, és un dels exemples més impressionants d'enginyeria civil romana. Cinquanta metres per sobre del riu Gard, és l'aqüeducte romà més alt existent. L'aqüeducte duia l'aigua a una distància de cinquanta quilòmetres.
L'arc de triomf d'Aurenja, Valclusa, es degué construir en honor dels veterans de la legió al 20 ae, durant l'època de l'emperador August, i es dedicà més tard a l'emperador Tiberi. Fou dissenyat per mostrar als viatgers a la nova província romana la superioritat i el poder de Roma.

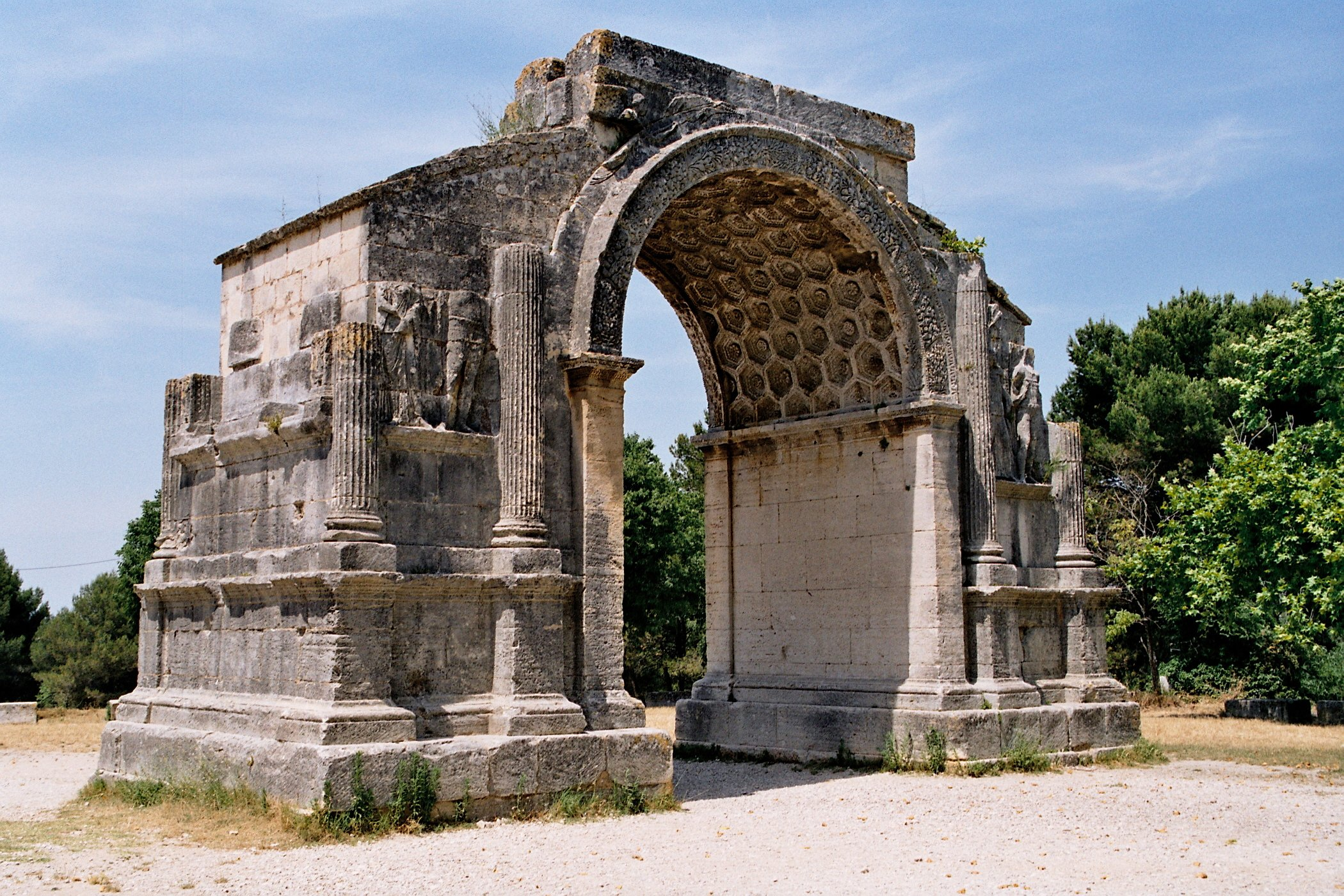
Arc triomfal a Glanum, 25 de

L'arc de triomf prop de la ciutat romana de Glanum, als afores de Sant Romieig, mostra els soldats romans que conduïen presoners derrotats. Fou construït entre 10 i 25 de, poc després que els romans conquistaren la ciutat, habitada per celtolígurs. Glanum fou destruït al 260 de pels alamans, una tribu germànica, quan l'Imperi Romà començava a enfonsar-se.

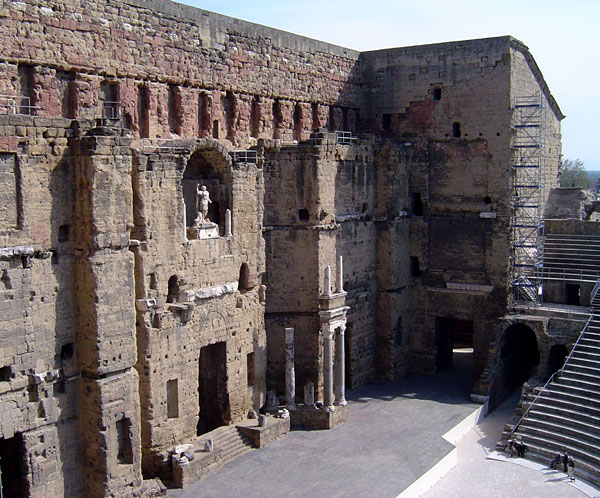
El teatre romà d'Aurenja, Valclusa (s. I)

El teatre romà d'Aurenja, Valclusa, fou construït per l'emperador August a principis del s. I ae; és el teatre romà millor conservat a Europa. Fou tancat per les autoritats de l'Església cristiana al 391 a causa del seu "espectacle de barbàrie", i no tornà a obrir fins al s. XIX. Hui dia és la llar de festivals de música i teatre.

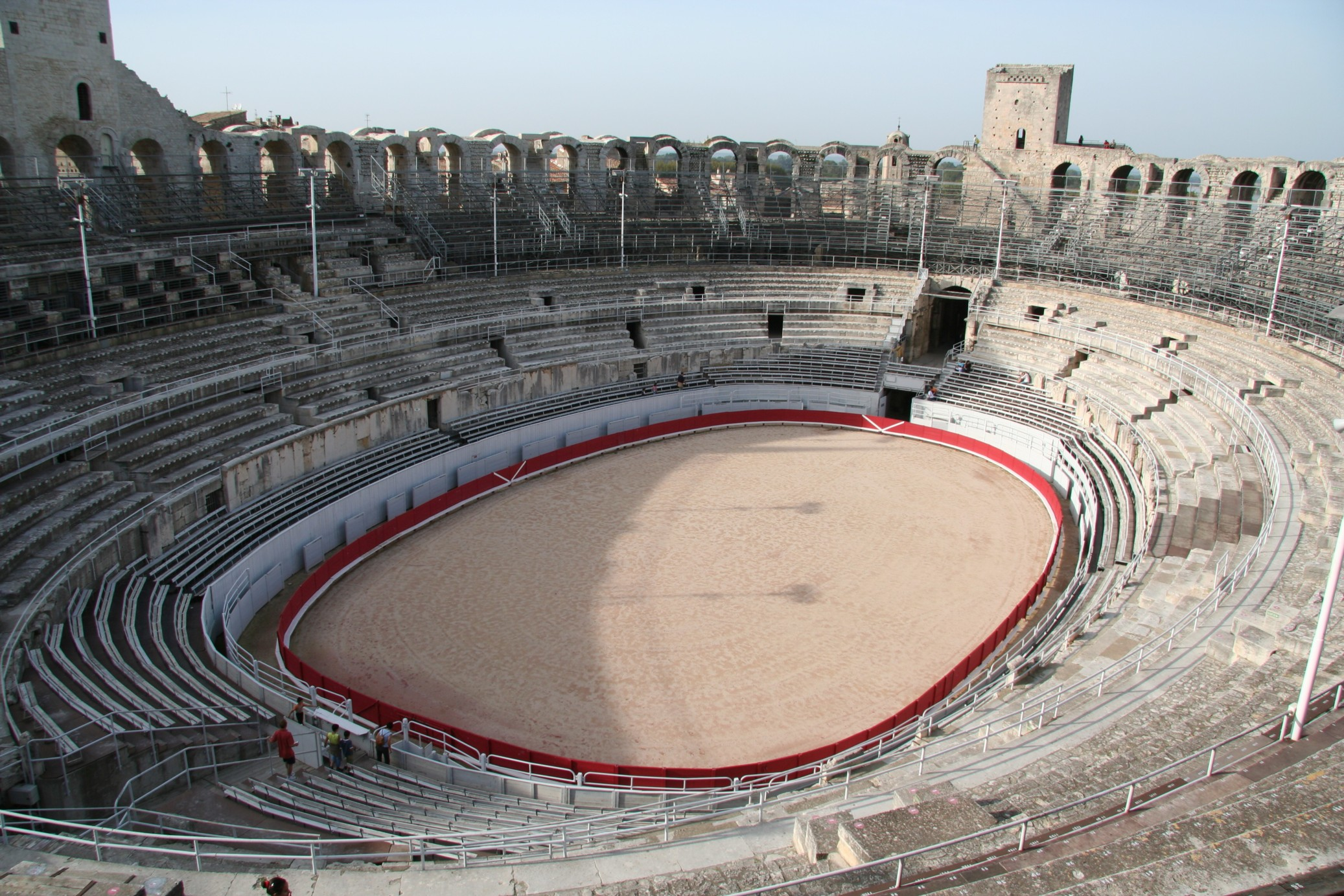
L'amfiteatre romà a Arle, s. II

L'amfiteatre d'Arle fou construït als s. I i II de, quan Arle era la capital romana de la Provença. S'utilitzava per al combat dels gladiadors i altres espectacles. Té un diàmetre de 102 m, i pot incloure dotze mil espectadors.

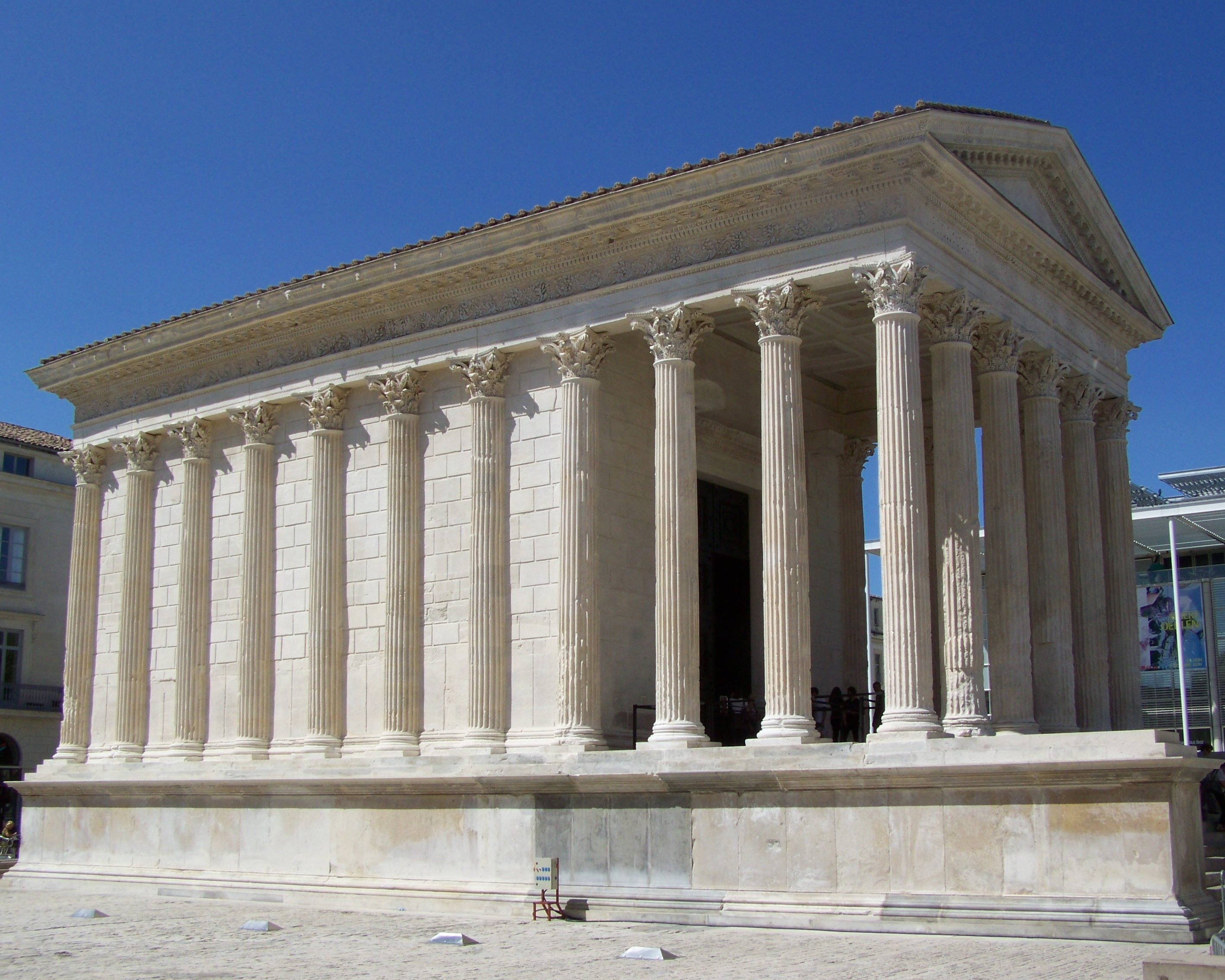
La Maison Carrée, Nimes, 16-19 ae

La Maison Carrée a Nimes, construïda al 16-19 ae, és un dels temples romans millor conservats de l'antic Imperi romà. Ha sobreviscut intacta perquè la convertiren en església cristiana al s. IV. Fou construïda segons els principis de Vitruvi, el cap teòric de l'arquitectura romana. Al s. XIX, va ser triada com a model per a l'església de la Madeleine de París.

## L'arquitectura romànica a Provença (s. V-XIII)

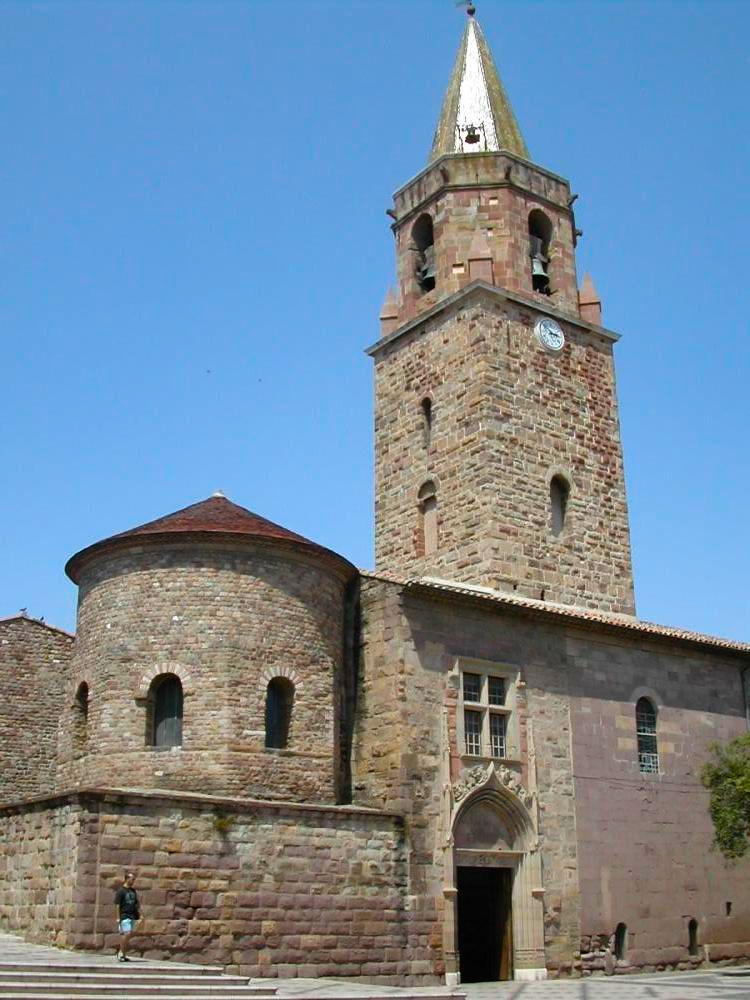
Baptisteri de la catedral de Saint Léonce a Frejús (s. V)

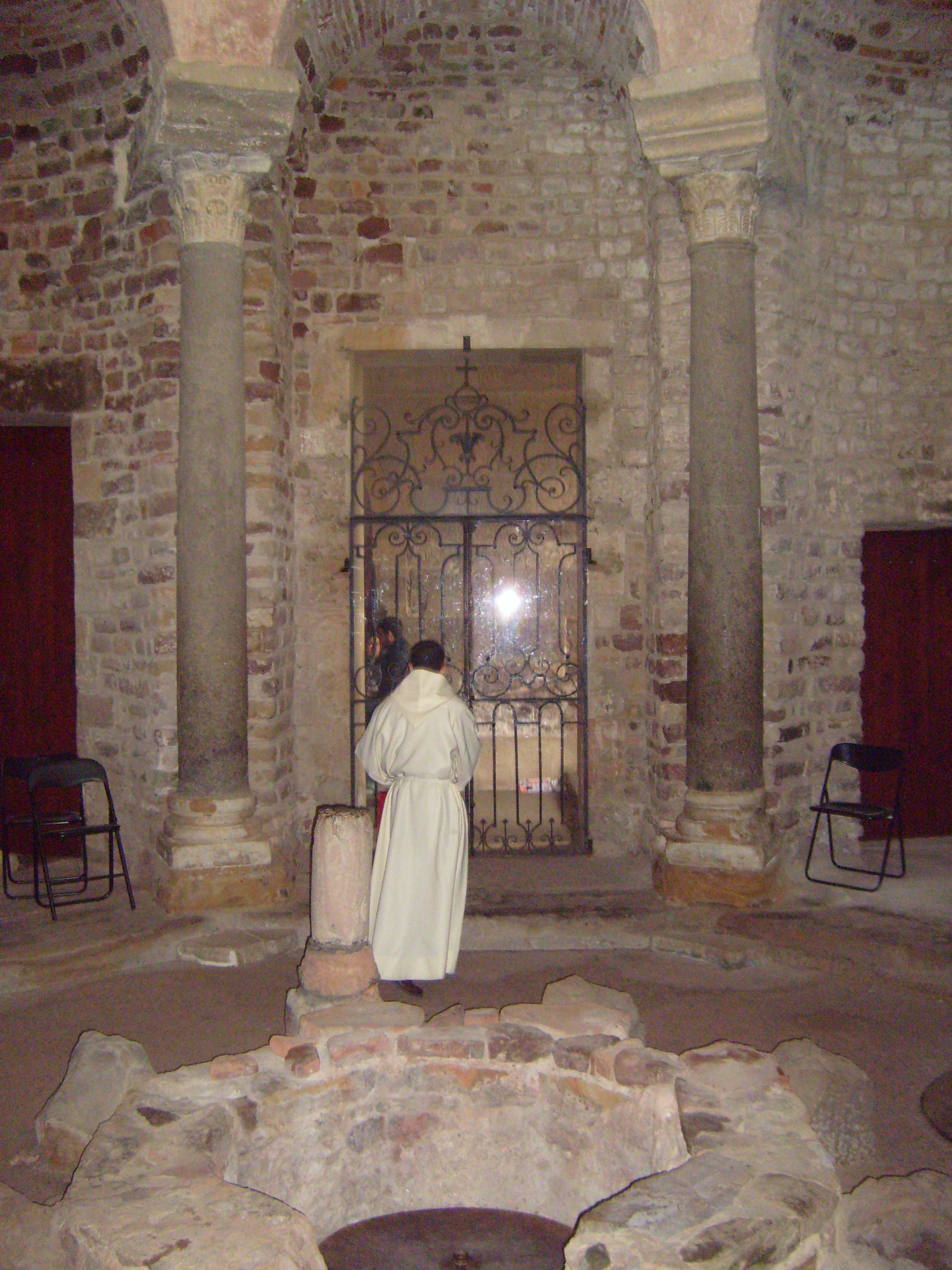
Baptisteri de la catedral de Frejús (s. V) encara en ús

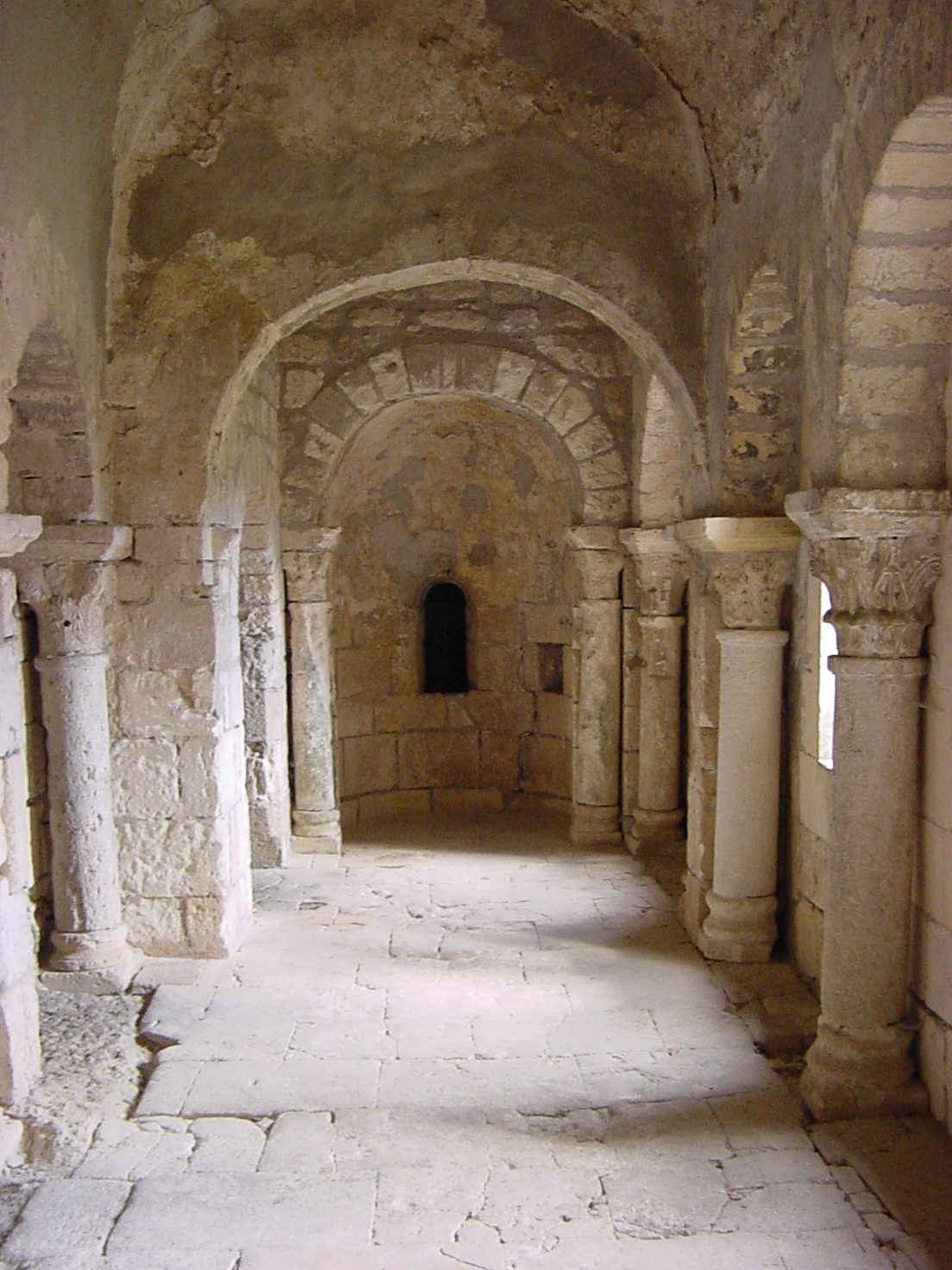
Nau de la capella de Sant Pere a l'abadia de Montmajor

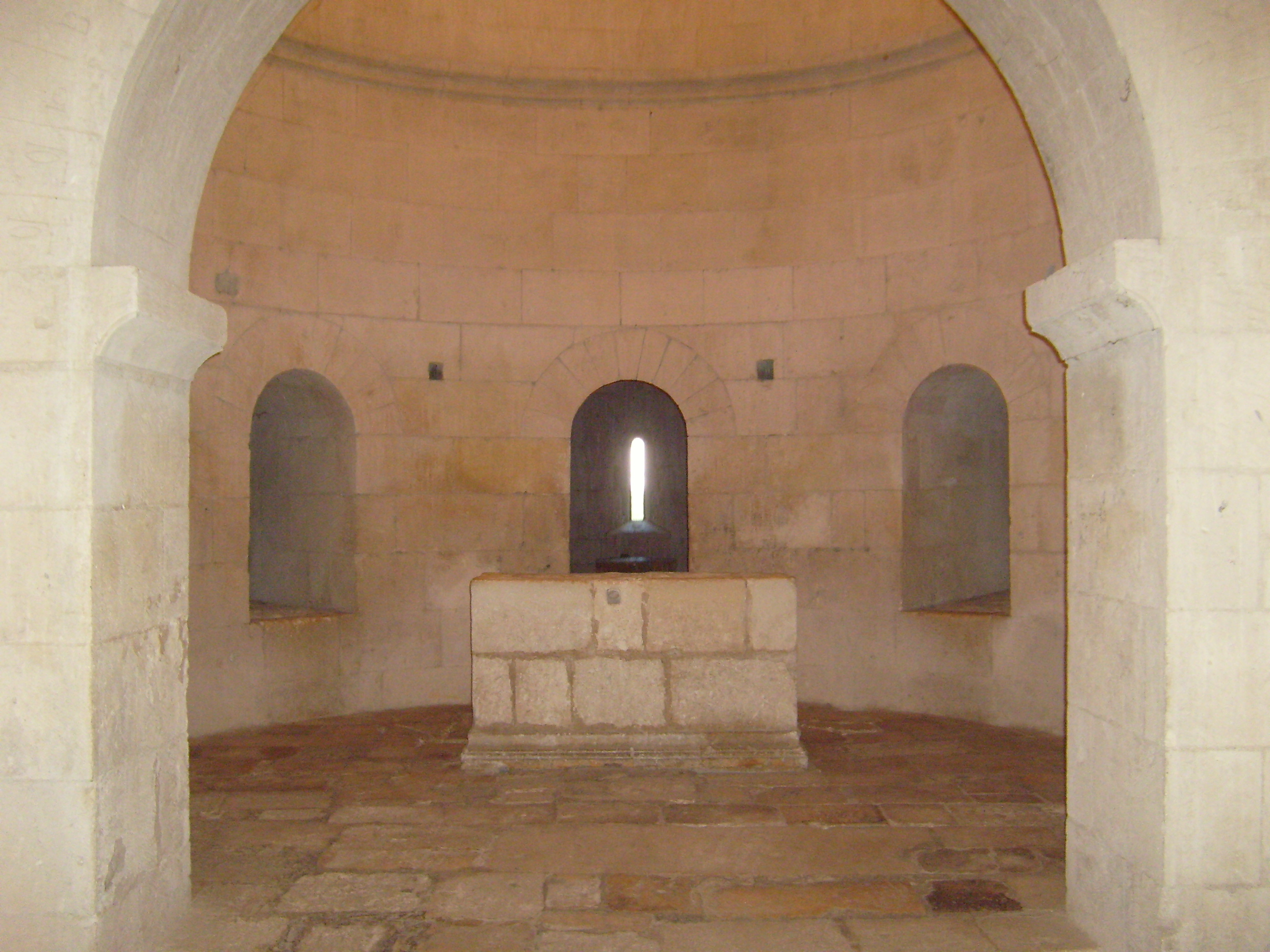
Cripta de St. Benedict Rotunda de l'abadia de Montmajor

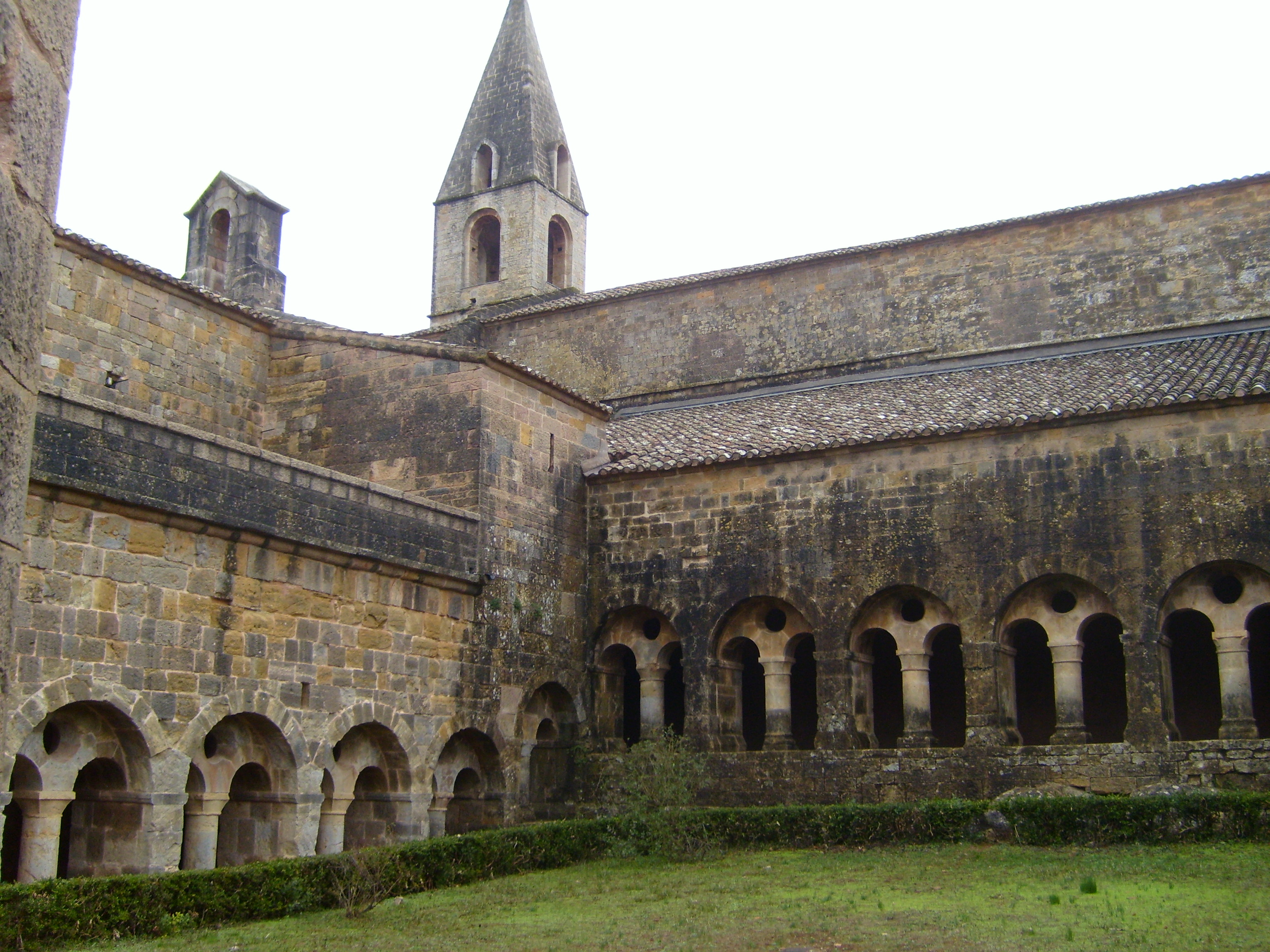
Abadia de Thoronet (1160)

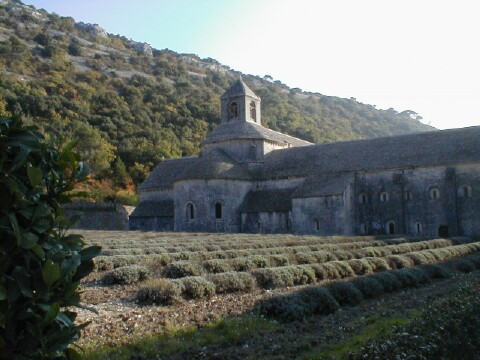
Abadia de Senhanca, prop de Gordes (1178)

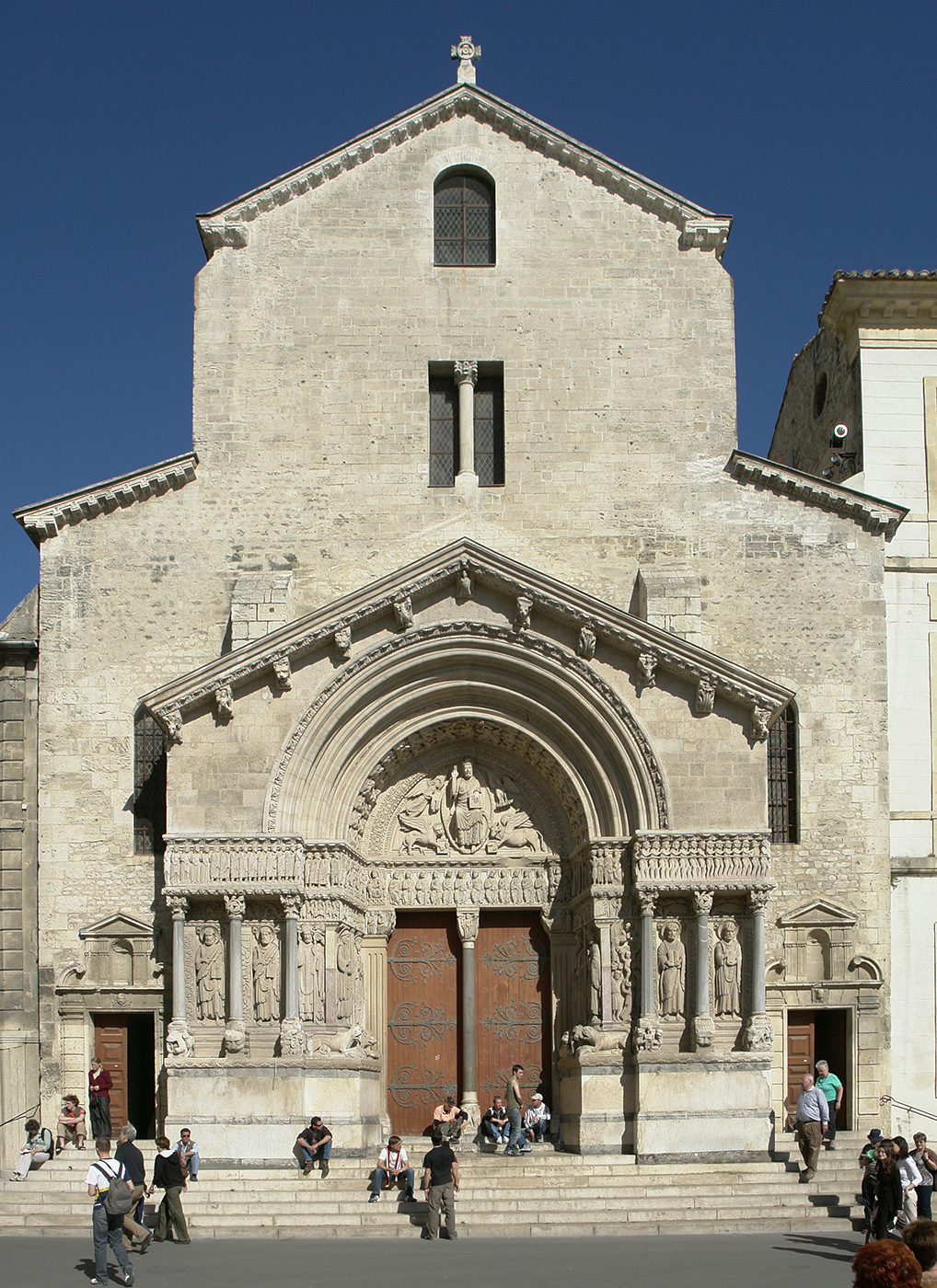
Portal de l'església de Sant Tròfim, Arle,

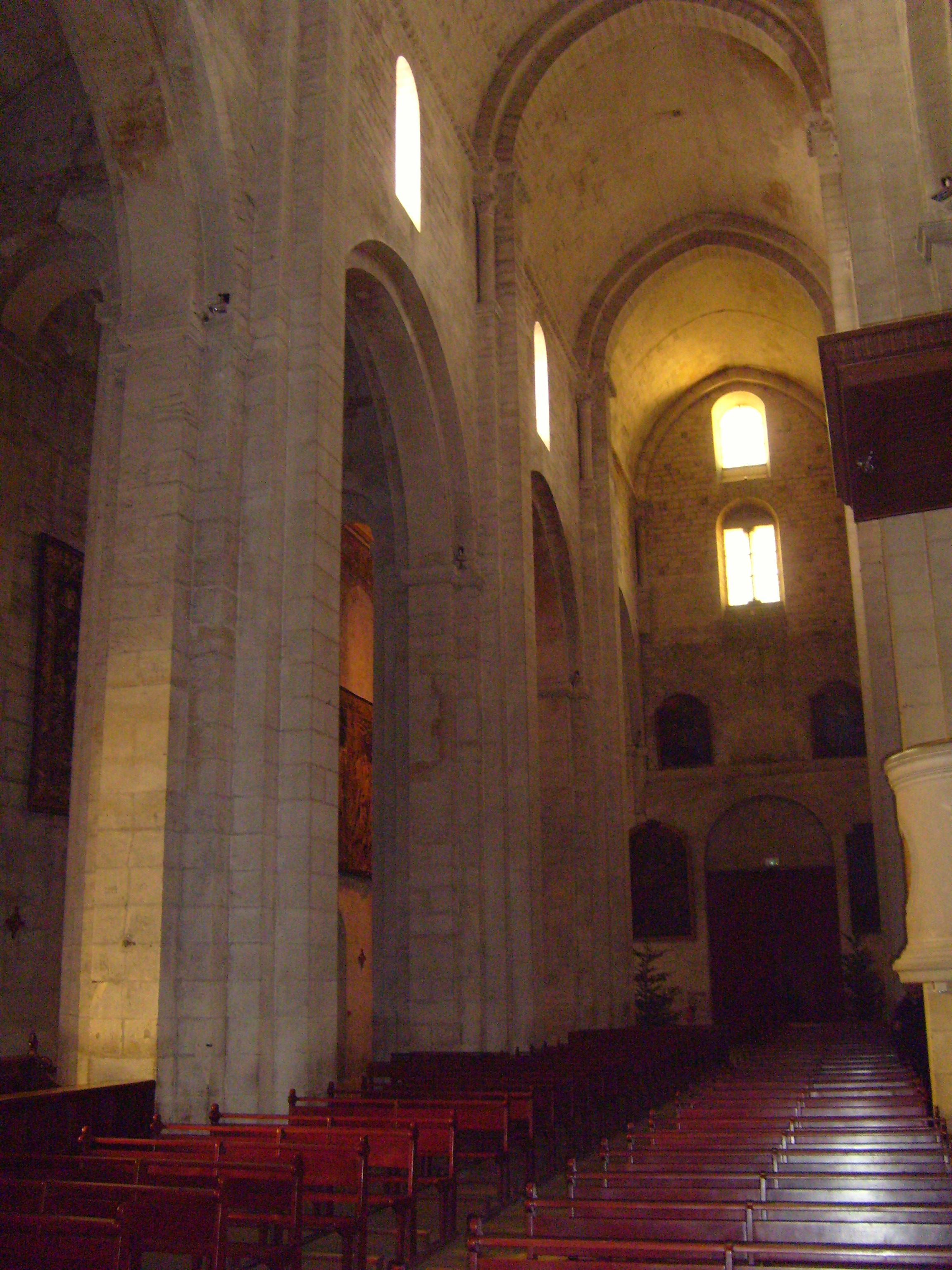
Nau de l'església de Sant Tròfim, s. XII-XV

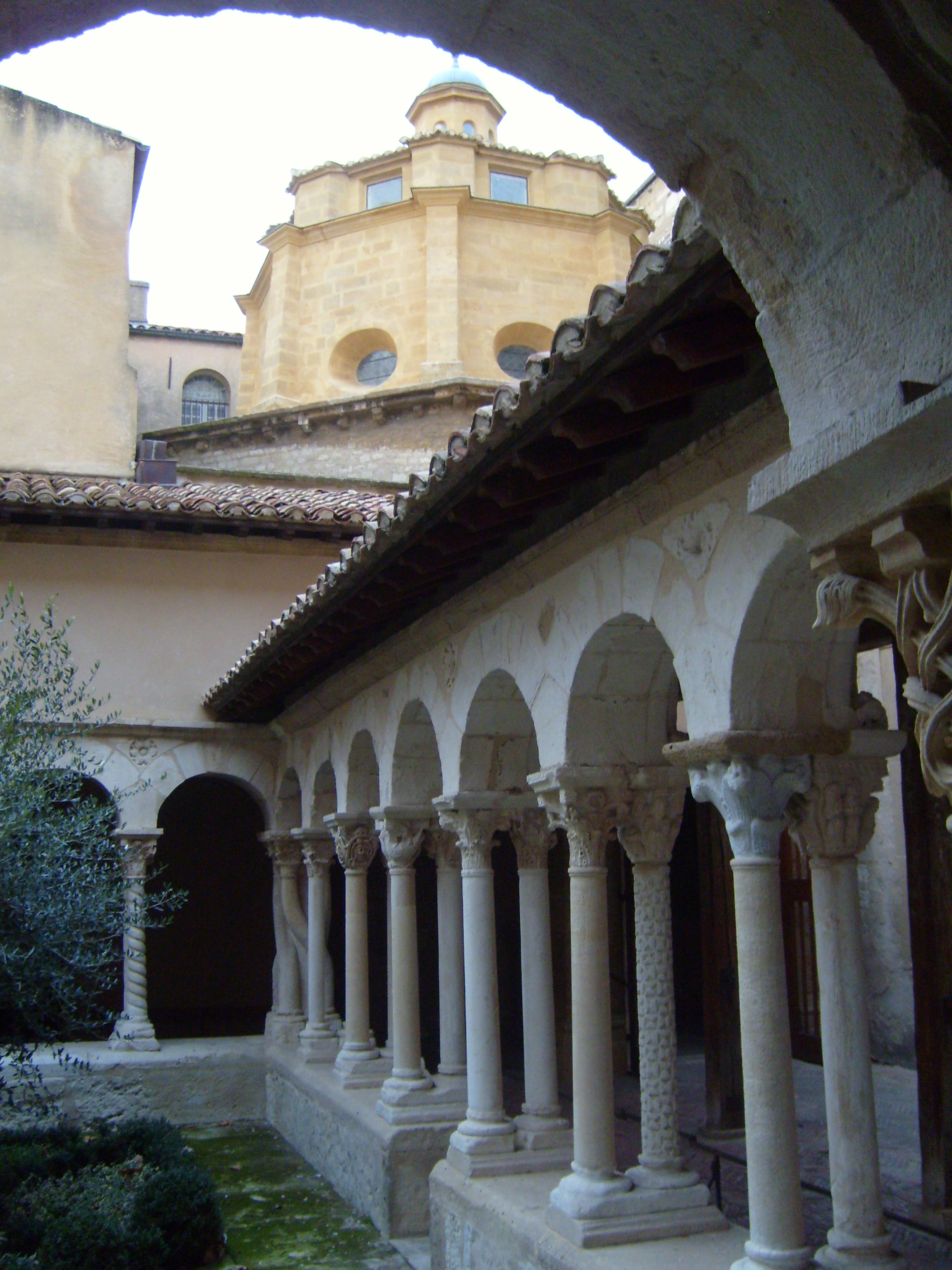
Baptisteri de la catedral d'Ais

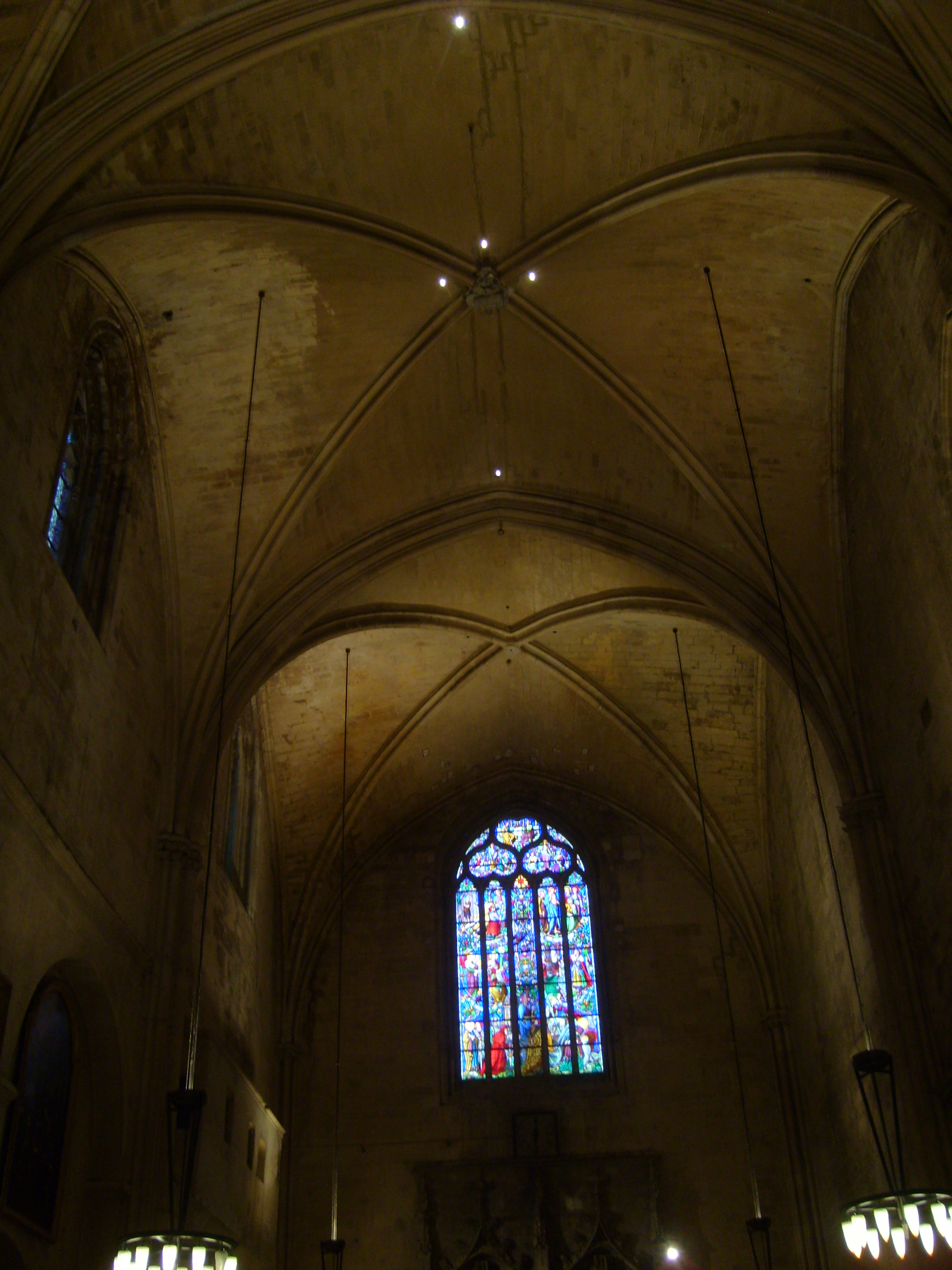
Interior de la catedral d'Ais (s. XII)

Al 380 de el cristianisme esdevingué la religió oficial de l'Imperi Romà, i es fundaren esglésies cristianes, catedrals i monestirs en tota la Provença.
De vegades temples romans, com el de Nimes, es convertiren en esglésies. Sovint es construïen esglésies als emplaçaments de temples romans o fòrums (Arle i Ais de Provença) i s'utilitzaren columnes com les columnes de la pila baptismal de Frejús, i altres elements de temples romans.
Moltes esglésies s'edificaren en un estil nou, més tard dit romànic, que combinat elements arquitectònics gal·loromans amb elements d'un nou estil procedent de Llombardia a Itàlia fou particularment influït per les noves esglésies d'estil romà d'Orient de Ravenna.
L'estil romànic de la Provença i la vall del Roine tenia alguns elements decoratius propis, presos dels gal·loromans, en particular l'ús d'àguiles i busts, elements romans antics tradicionals, per decorar les capitals corínties.
El baptisteri de la catedral de Sant Lleonci de Frejús (406-409 de), construït poc abans de la caiguda de l'Imperi Romà, és la més antiga estructura cristiana de la Provença, i un dels edificis més antics de l'estat francés. L'edifici de planta octogonal, d'uns 7 m de diàmetre, és cobert per una cúpula de conjunt sobre arcs sostinguts per columnes. Al centre de l'edifici hi ha una font baptismal octogonal d'1,3 m de profunditat i 92 cm de llarg, prou gran com perquè la persona batejada se submergisca en l'aigua. Fou descobert el 1925, amagat rere modificacions posteriors de l'església, i restaurat.
L'abadia de Montmajor és un monestir benedictí fortificat construït entre els s. X i XIII en el que llavors era una illa cinc quilòmetres al nord d'Arle, al departament de Boques del Roine.
L'abadia és famosa per les seues tombes del s. XI al XIV, tallades a la roca, la seua cripta subterrània i la seua església inacabada. Fou un important lloc de pelegrinatge durant l'edat mitjana, i al s. XVIII era el lloc d'una gran monestir maurista, actualment en ruïnes.
Al s. XII, els monjos de l'orde benedictí se separaren per formar un nou orde, el cistercenc, que s'adherí estrictament a les regles de sant Benet. Els monestirs cistercencs es trobaven en remotes valls adjacents a rius, es dedicaven a l'oració, la meditació i al treball manual, i foren construïts segons principis religiosos que evitaven que qualsevol cosa poguera distraure els monjos de les seues oracions.
L'abadia de Senhanca fou el primer monestir cistercenc fundat a Provença, el 1148. L'església es conclogué al 1178. Una petita comunitat de monjos encara viu a l'abadia. Els camps d'espígol de l'abadia la converteixen en un dels llocs més fotografiats de la Provença.
L'abadia de Thoronet, en una remota vall prop de Draguinhan, al departament de Var, fou fundada el 1160. El claustre és un dels més antics cistercencs que encara existeixen. Le Corbusier visità el monestir el 1953, i imità el joc de llums i ombres al seu convent de Santa Maria de la Tourette, prop de Lió. També va influir en el monestir modern de John Pawson de Novy Dvur, a la República Txeca. Thoronet és ara un museu, obert al públic.
L'abadia de Silvacana es fundà al 1175, el tercer dels monestirs cistercencs conegut com les Tres Germanes de la Provença. Es troba al costat del riu Durance a La Ròca d'en Tarron, entre Avinyó i Ais de Provença. Està oberta al públic, i és l'única dels tres que ja no serveix a un propòsit religiós. Alberga prestigiosos festivals de piano i vocals.
L'església de Sant Tròfim és un temple catòlic i excatedral construïda entre el s. XII i el XV a la ciutat d'Arle, al Departament de Boques del Roine. Les escultures sobre el pòrtic, en particular el Judici Final, i les columnes al claustre adjacent, es consideren alguns dels millors exemples d'escultura romànica.
L'església es construí sobre el solar de la basílica d'Arle del s. V, anomenada així per sant Esteve. Al s. XV un cor gòtic s'afegí a la nau romànica.
La catedral d'Ais mostra la transició del romànic al gòtic. Estava construïda sobre l'emplaçament del Fòrum Romà d'Aia del s. I, i es reconstruí entre el s. XII i el XIX, incloent arquitectura romànica, gòtica i elements neogòtics, així com columnes romanes i peces del baptisteri de l'església del s. VI cristiana.

## Arquitectura gòtica a Provença (s. XII-XIV)

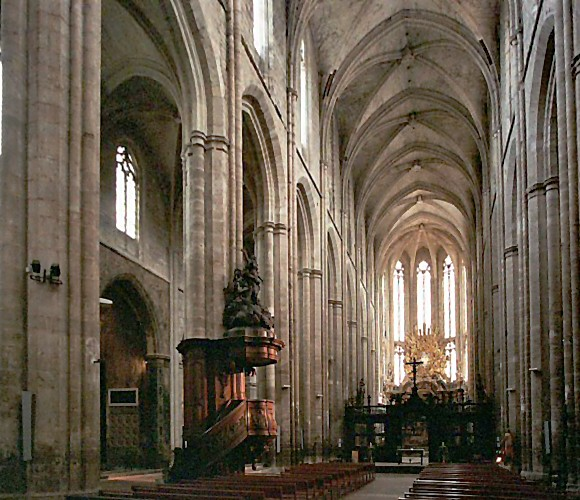
Basílica de Sta. Maria Magdalena, a Sant Massimin,

L'estil gòtic s'inicia a mitjan s. XII amb la façana de la basílica de Saint-Denis a París, i s'estén ràpidament a Anglaterra i Alemanya, però no arribar a Provença fins a finals del segle xiii.
La primera església purament gòtica a Provença fou la basílica de Santa Maria Magdalena a Sant Massimin, començada al 1295. Es construí per contenir el que es creia que era el sarcòfag de Maria Magdalena, descobert en una cripta gal·loromana a Sant Massimin el 1279. La basílica es consagrà al 1316, però la pesta negra el 1348, que matà la meitat de la població, n'interrompé la construcció. El treball es recomençà al 1404, i la sisena badia de la nau s'acabà al 1412. El treball continuà fins al 1532, quan s'abandona la basílica just quan estava amb una façana oest sense acabar i ni tenia porta ni campanars. L'església de hui té un absis principal flanquejat per dos absis filials. La nau no té creuer i està flanquejada per setze capelles als passadissos. A la cripta es mostra el que es diu que és el crani de santa Maria Magdalena.
En altres parts de la Provença, algunes esglésies romàniques es convertiren en gòtiques. A Ais de Provença, dues noves ales del creuer de la catedral es construïren en estil gòtic entre 1285-1230 i, la catedral es va convertir badia per badia en església gòtica, en forma paral·lela al desenvolupament d'importància d'Ais. A Arle, un cor gòtic substituí l'absis romànic de l'església de Sant Tròfim entre 1445 i 1465.

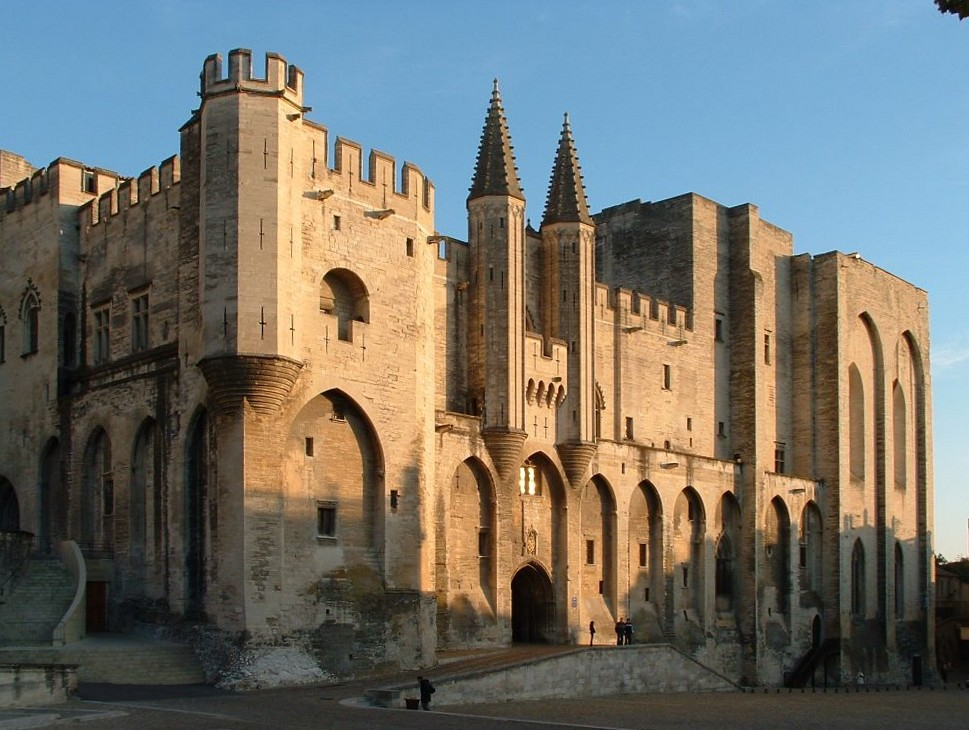
El palau dels Papes a Avinyó (1334-1364)

El millor edifici gòtic de la Provença, i la major estructura gòtica a Europa, és el palau dels Papes a Avinyó, construït entre 1334 i 1364, durant el breu període des de 1309 fins a 1377 quan Avinyó era seu de la cúria papal. Fou un dels edificis més grans i importants d'Europa. La construcció, la inicià el papa Benet XIII. El palau fortificat consumí la major part dels ingressos del papat durant aquest període. Serví com a residència de dos antipapes, Climent VII i Benet XIII, abans que el papat finalment tornara a Roma.
Mentre que l'exterior del palau semblava una fortalesa, l'interior estava decorat profusament amb tapissos, escultures i sostres decorats de fusta.

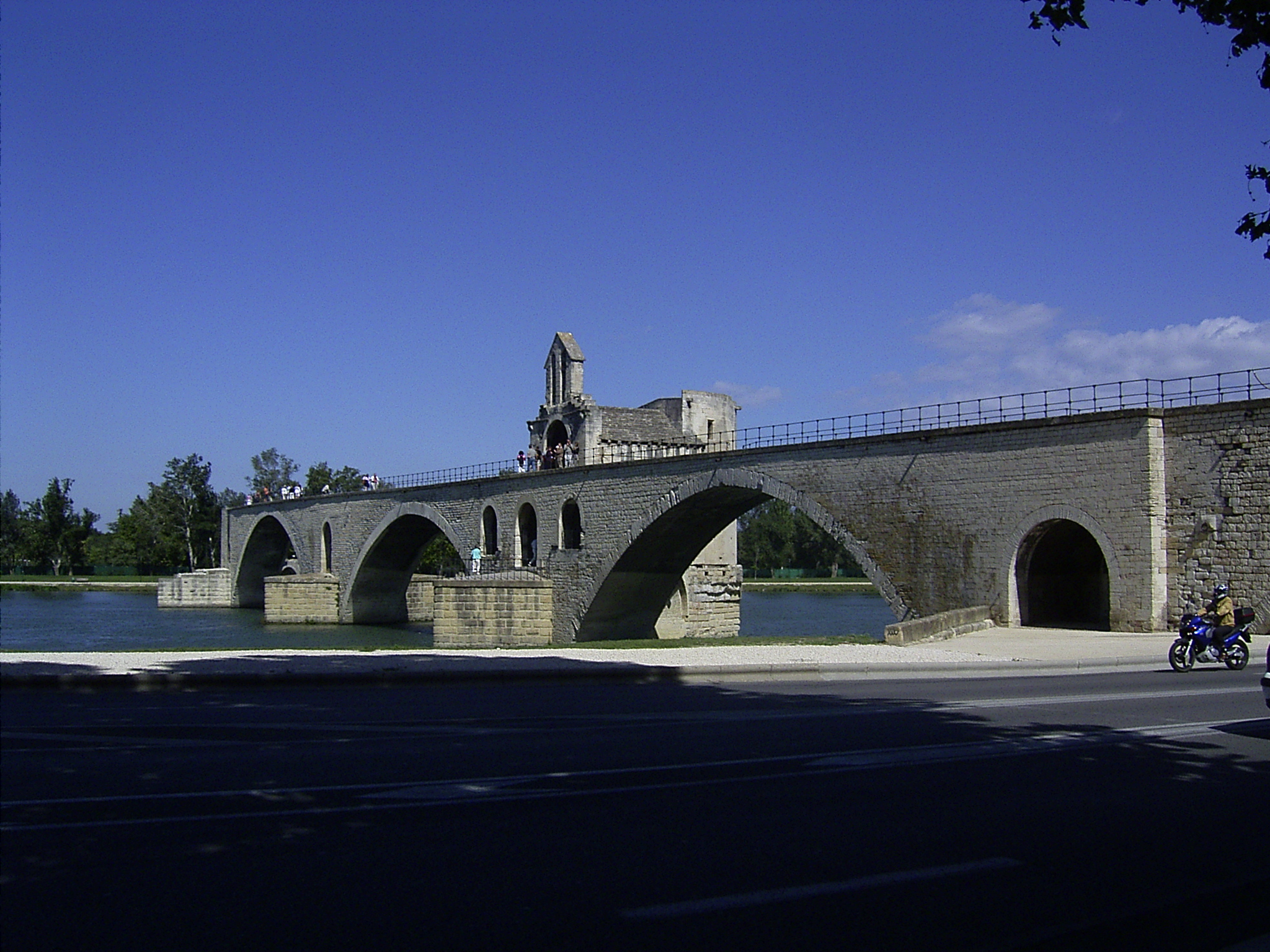
El pont d'Avinyó

El pont d'Avinyó, també conegut com a pont de Sant Beneset, que creua el Roine entre Avinyó i Villeneuve, esdevingué una de les meravelles del món medieval. Els romans havien construït un pont de fusta sobre el Roine, en el mateix punt, que fou substituït per un pont de pedra romànica construït entre 1177 i 1185. Aquest pont, tret de quatre arcs, fou escombrat per una inundació al 1226. Un nou pont s'hi construí en l'estil gòtic entre 1234 i 1237, de 900 m de llarg, recolzat en 22 arcs. Una capella a sant Nicolau, amb dues capelles, una de romànica i una altra de gòtica, era en el quart arc del pont, on es recollien donacions per part dels viatgers suposadament al sant.
Durant l'edat mitjana el pont d'Avinyó fou l'únic pont sobre el Roine entre Lió i la desembocadura del Roine. Es troba també en una de les principals rutes de peregrinació, entre Itàlia i Sant Jaume de Compostel·la.
El pont començà a col·lapsar al s. XVII, primer un arc el 1603, després tres més el 1605. Aquests van ser reparats, però el 1669 una nova inundació s'endugué la major part del pont, deixant-ne només quatre arcs.

## Pobles dels cims dels pujols (s. II-XVII)

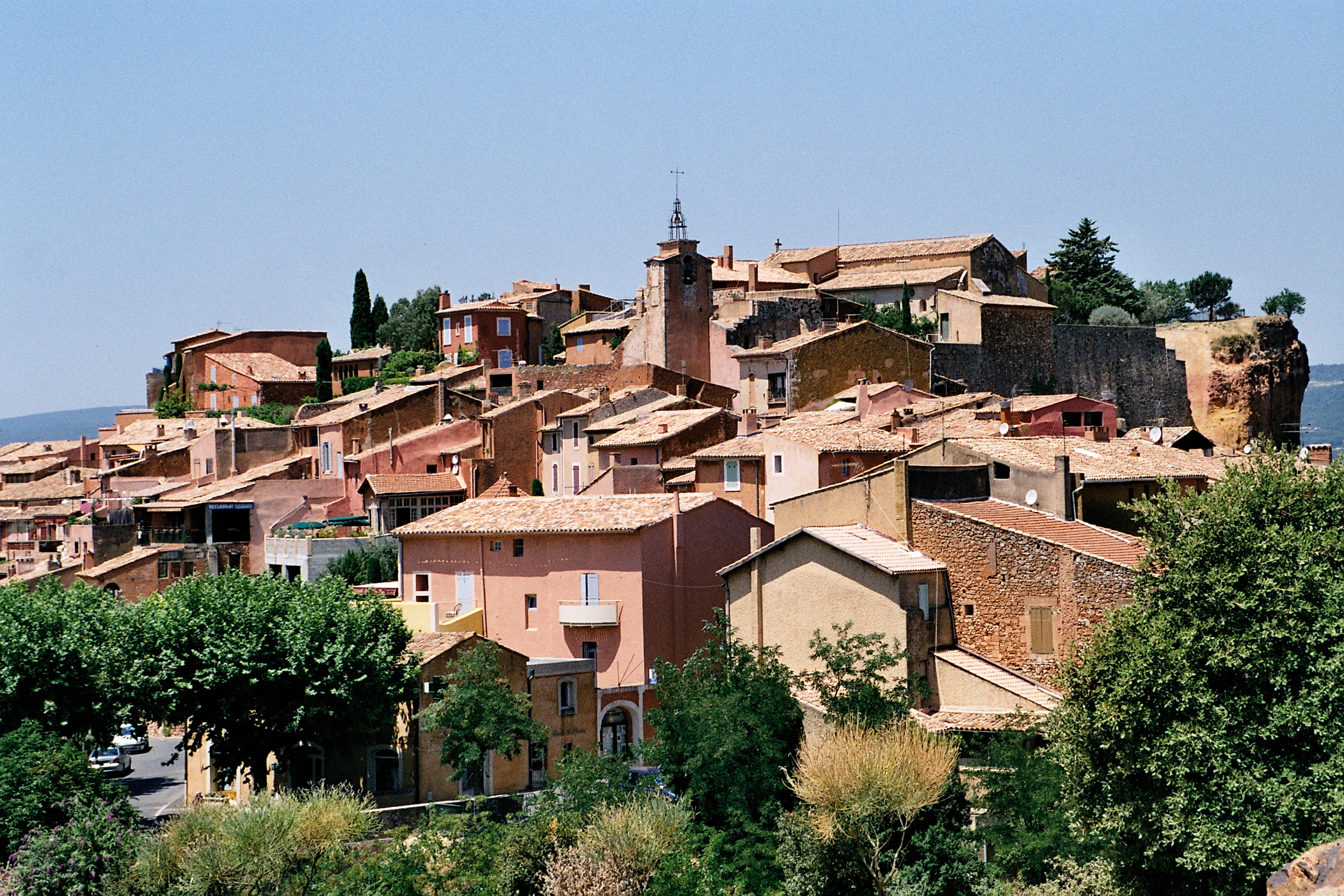
Rossilhon

Com l'autoritat romana s'esfondrà a la Provença, la zona s'inundà d'invasors: visigots al s. V, francs al s. VI i àrabs al s. VIII, i les incursions dels pirates amazics i negrers. El govern finalment passà als comtes de Tolosa de Llenguadoc, i els comtes de Barcelona (més tard reis de Catalunya-Aragó).
A causa de les repetides invasions, l'arquitectura provençal es dissenyava per resistir l'atac. Els monestirs s'envoltaren de torres i murs, i la residència del bisbe, fins i tot a Frejús, semblava una fortalesa. Castells en cims de pujols envoltats de ciutats emmurallades esdevingueren el tret característic de l'arquitectura de la Provença. Només al s. XVII, després d'acabades les guerres de religió, el rei francés hi establí la seua autoritat, i els pobles de la Provença quedaren a resguard d'atacs externs. El poble de Rossilhon, Valclusa, a l'àrea de Luberon, conté vestigis d'un castell del s. X i d'una església del s. XI. És famosa per la seua pedra rosa i groga; al s. XVIII, les mines al voltant de la ciutat produïen el pigment per fer el color ocre.

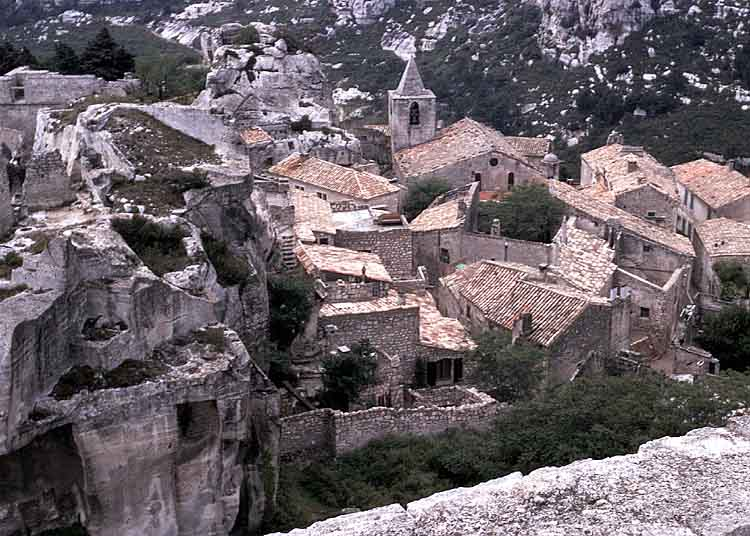
Lei Bauç

Lei Bauç, sobre un alt pujol rocós al departament Boques del Roine, estava habitada ja al 6000 ae i tenia un fort celta al s. II. En l'edat mitjana, els senyors de Lei Bauç, que descendien de Baltasar, un dels Reis d'Orient de Nadal, governaren sobre un domini de 79 ciutats i pobles. Els comtes foren deposats al s. XII, la darrera princesa va morir al s. XV, i la ciutat passà a formar part de França. El 1632, quan la ciutat s'havia convertit en un bastió protestant, el cardenal Richelieu ordenà que el castell i les muralles de la ciutat foren destruïts.

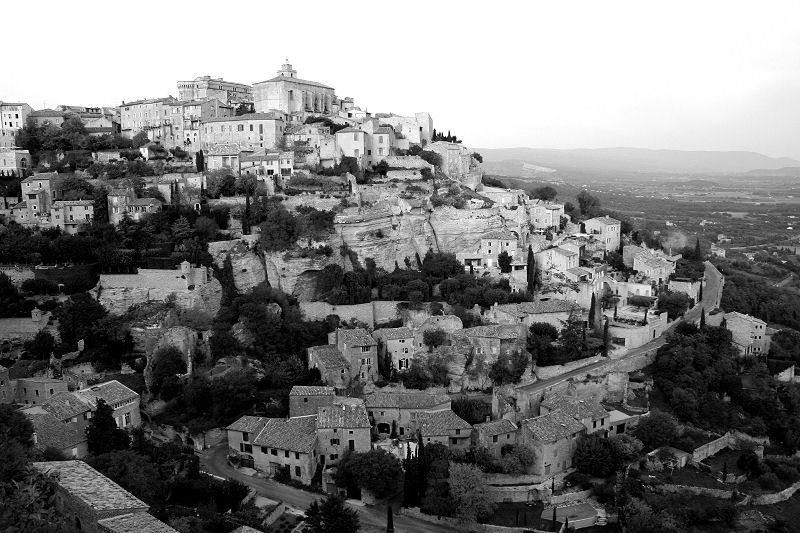
Gordes

Gordes, a Valclusa, era una fortalesa al cim d'un pujol de la tribu cèltica dels Vordenses, després un fort romà vigilant la via romana entre Carpentràs i Apt. Guillaume d'Agoult hi construí un castell al s. IX. Al segle xiii, la ciutat s'uní a Savoia en una guerra contra França. Al segle xiv, durant els anys de la Guerra dels Cent Anys, la ciutat estava envoltada de fortes muralles. Al 1481, després de la mort de Renat I de Nàpols, Gordes fou absorbida per França.

## Castells i fortaleses (s. XV-XVI)

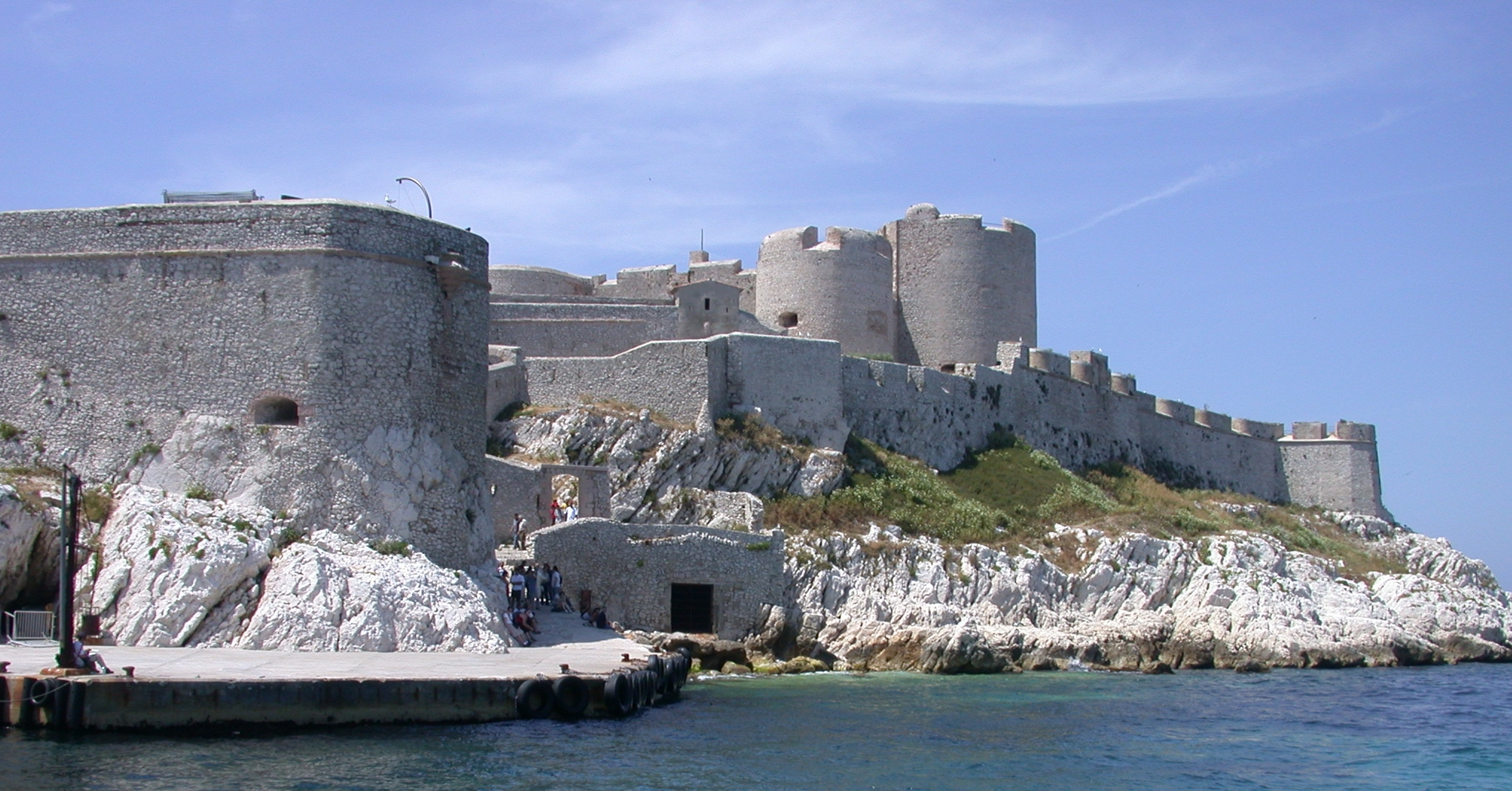
El Castell d'It (1527-1529)

Després que Marsella fora annexada a França per Francesc I al1481, el castell d'It (1527-1529) es va construir sobre una de les illes de l'arxipèlag de Frioul, a la badia de Marsella, per protegir la ciutat contra els atacs des de la mar. Esdevingué una presó. Durant les Guerres de religió (1562-1598) s'hi empresonaren 3.500 hugonots, o presos protestants. És molt conegut per El comte de Montecristo d'Alexandre Dumas, pare.

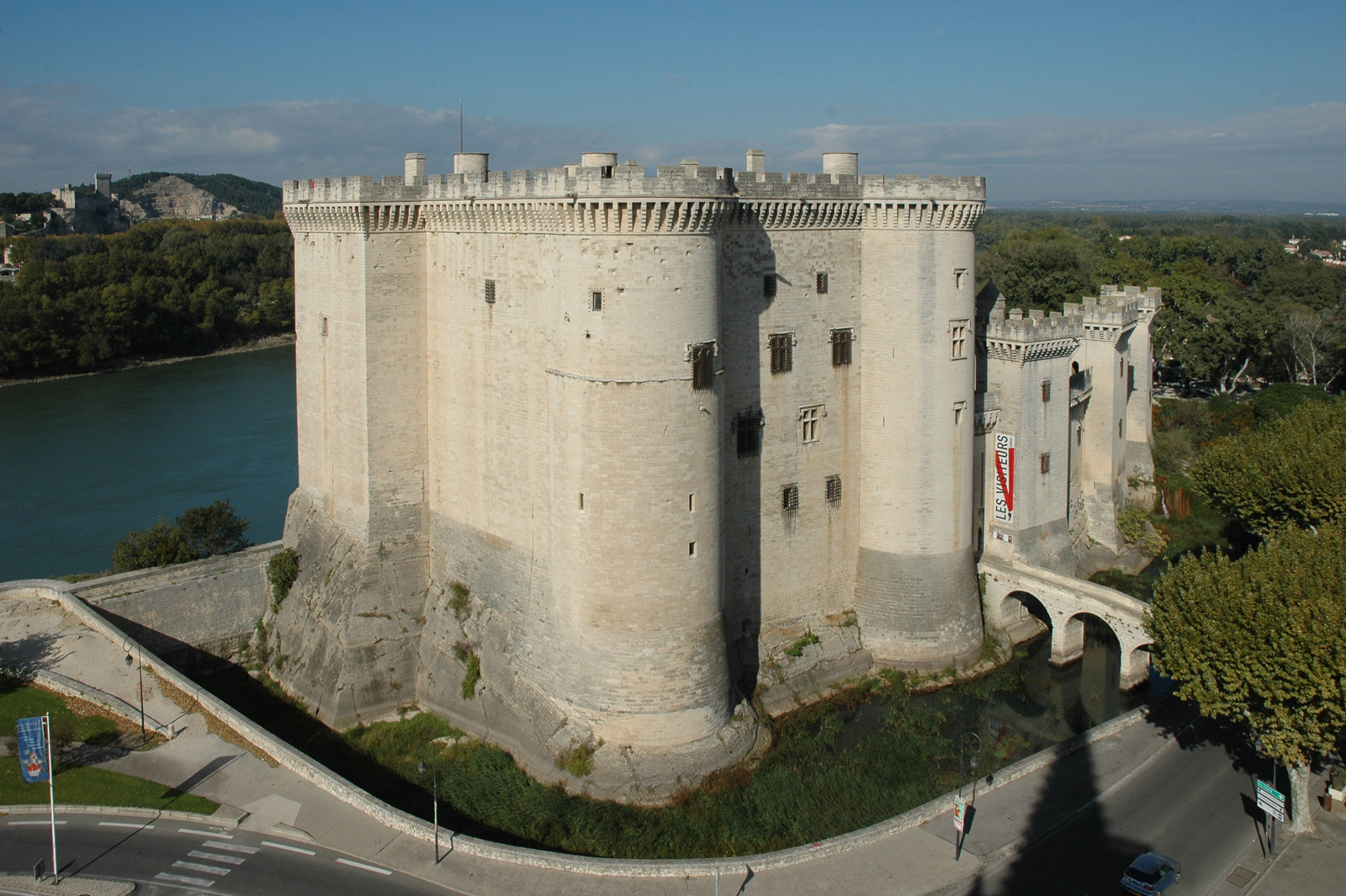
El castell de Tarascó (s. XV)

El castell de Tarascó, al departament de Boques del Roine, el començà a erigir al 1400 Lluís II d'Anjou, i l'acabà son fill Renat.

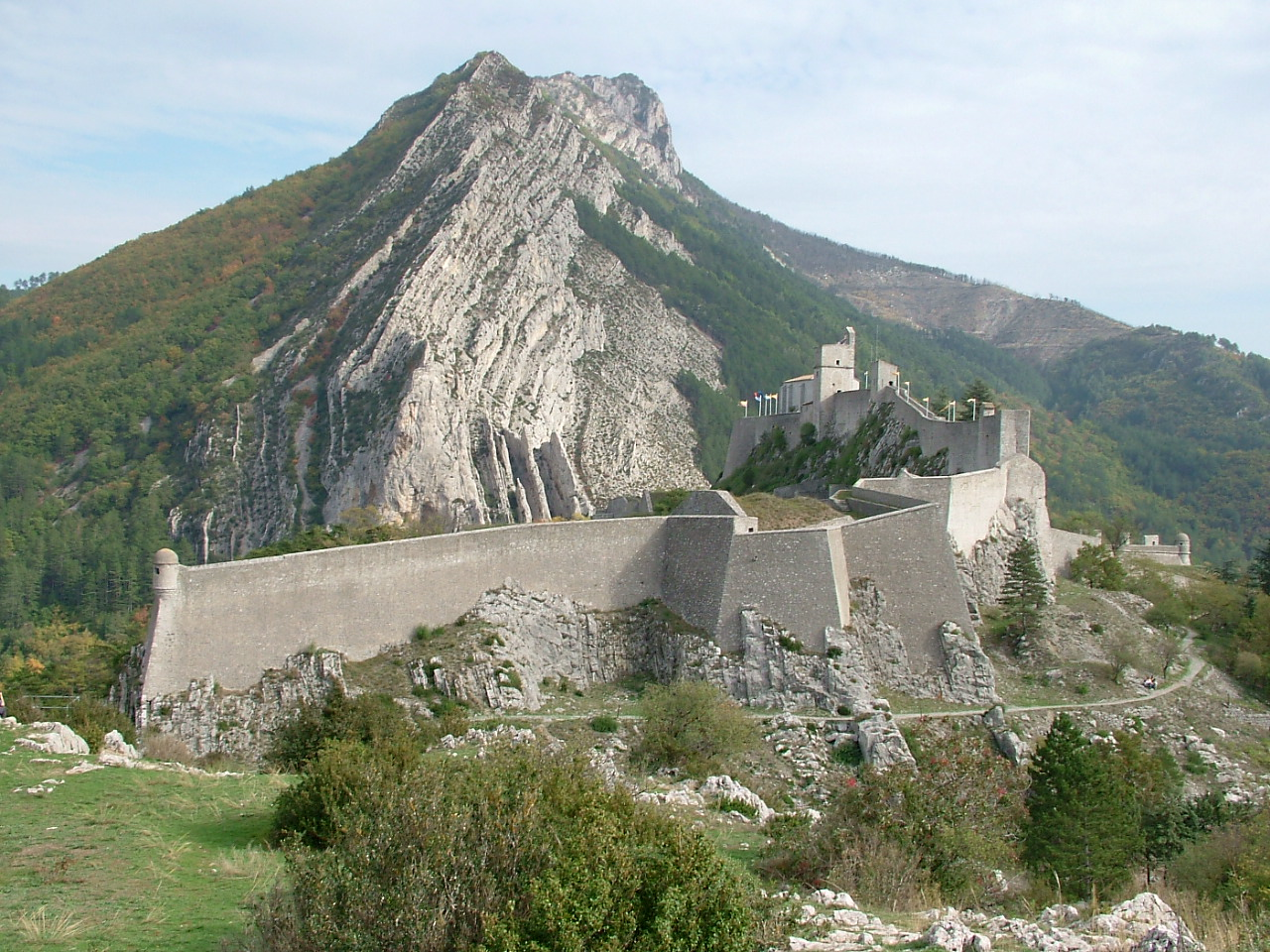
La ciutadella de Sisteron (1590-97)

La ciutadella de Sisteron es construí damunt un espadat rocós que domina el riu Durance en la ruta estratègica a través dels Alps a la Mediterrània. Un fort romà i un castell feudal havien ocupat el lloc primer. De 1590 a 1597, Jean Erard, arquitecte militar del rei Enric IV, hi edificà un nou tipus de fortificació dissenyat per derrotar els exèrcits amb canons i armes modernes, amb murs disposats en un patró de dent de serra, per això totes les parts de la paret podrien ser cobertes per trets, les terrasses i rases alentien l'acostament als exèrcits enemics, i les parets interiors i portes fortificades evitaven que els atacants la capturaren tota en un sol atac. Moltes d'aquestes característiques les adaptà i millorà un segle després l'arquitecte militar Vauban.

## L'època de Lluís XIV a Provença(s. XVII)

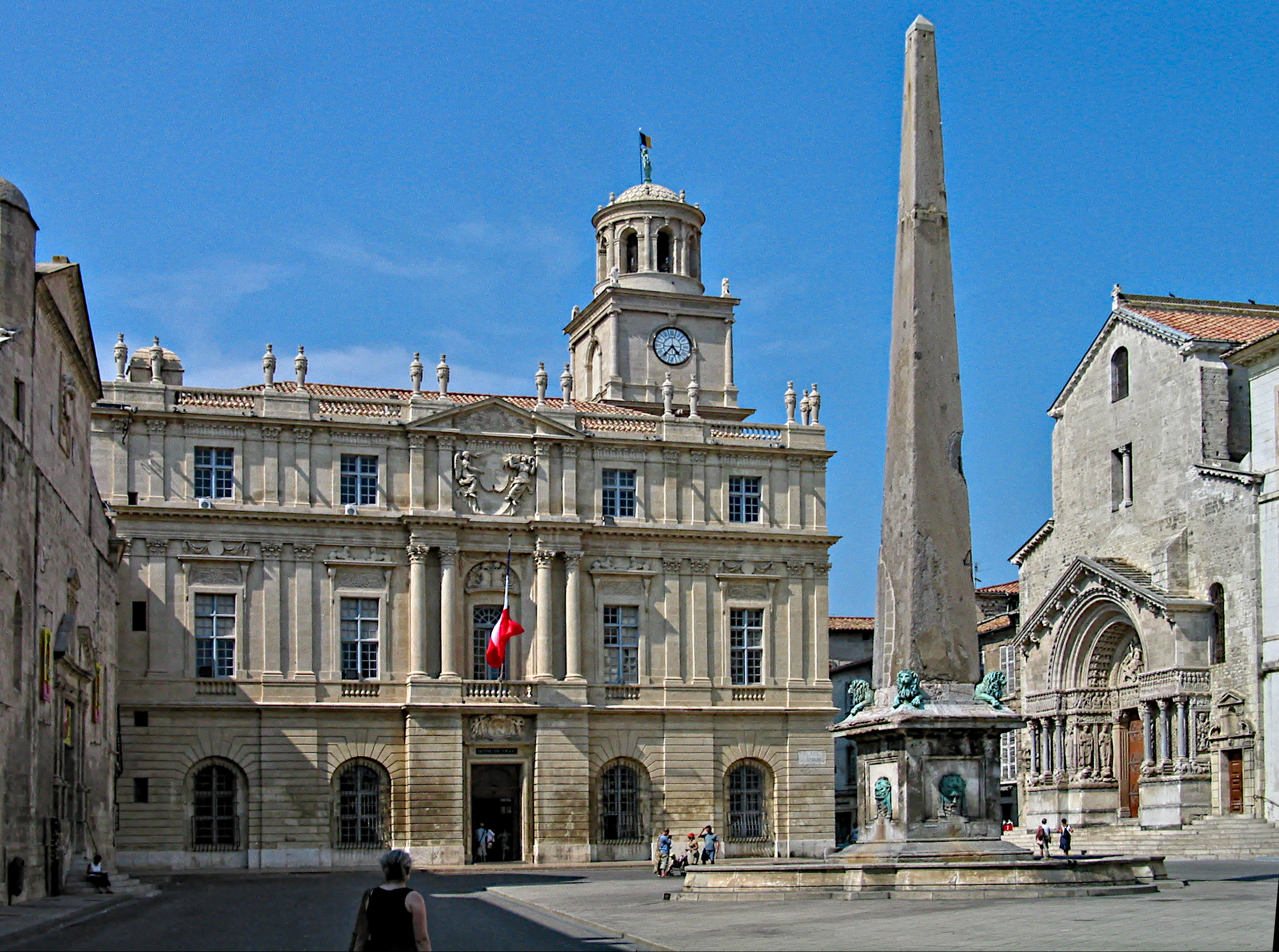
L'Ajuntament i plaça de la República a Arle (1675)

L'època de Lluís XIV a Provença suposà un augment de la prosperitat, després de les guerres de religió al segle anterior. Els ciutadans d'Arle construïren una nova Casa de la Vila, dissenyat per l'arquitecte Jacques Peytret, amb ajut de Jules Hardouin-Mansart, que té un gran pati central amb una volta perfectament llisa, sense columna central, recolzant sobre pedres unides desades en fines columnes dòriques: simbolitzava l'augment del poder de la burgesia de les ciutats i mostrava que l'arquitectura civil podia ser tan bella i poderosa com l'arquitectura religiosa o palatina reial.

## Estil Segon Imperi (s. XIX)

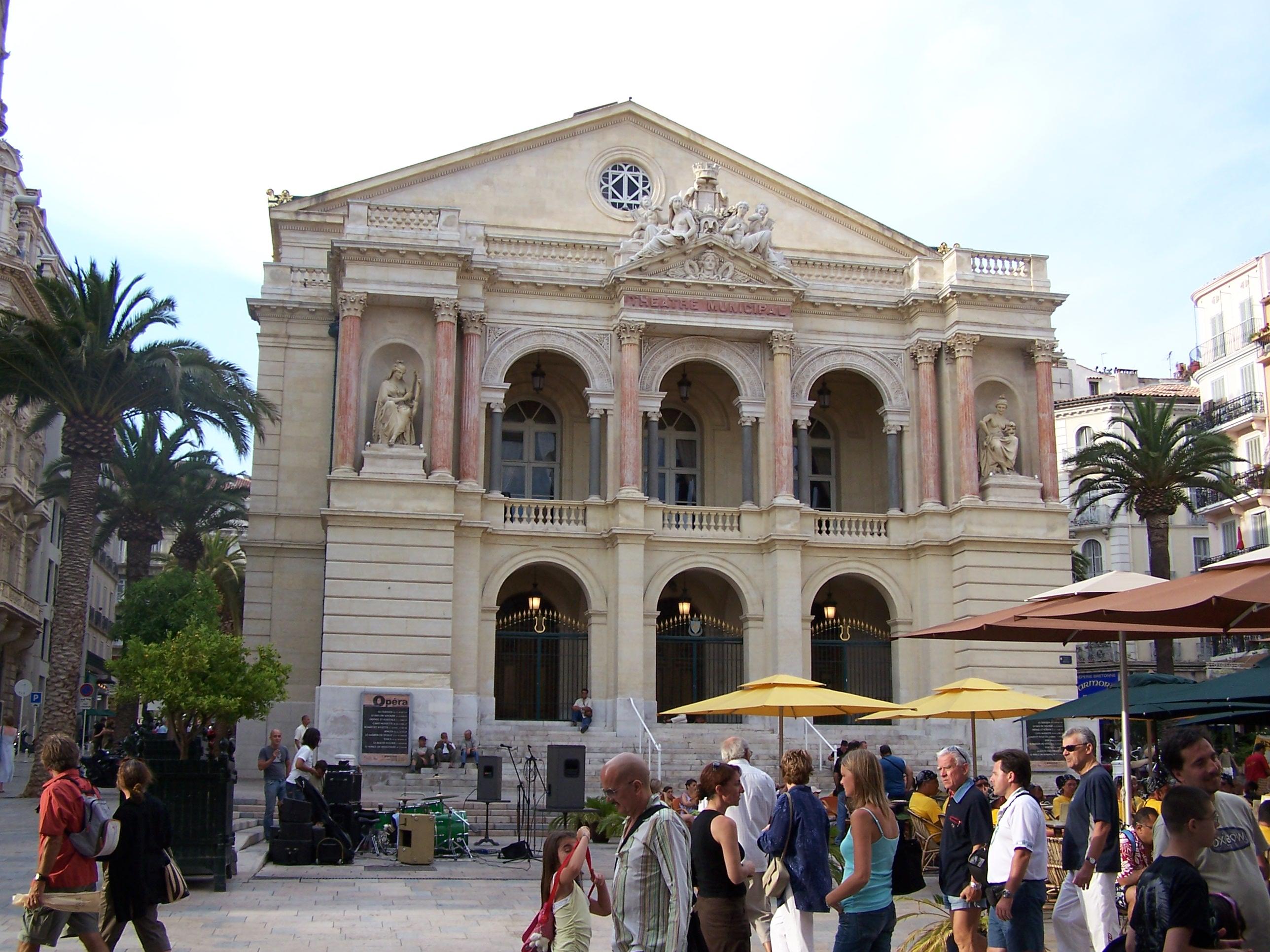
La Casa de l'Òpera a Toló (1862)

L'Òpera de Toló, construïda en l'estil extravagant francés del Segon Imperi il·lustrava la importància de Toló com a base principal de la marina estatal. L'arquitecte en fou León Freuchères. La construcció en començà al 1860, i s'obrí al 1862. Tenia una acústica excepcional i seients per a 1.800 espectadors, i després de París era la segona Òpera més gran de l'estat.

## Estil neobizantí (s. XIX)

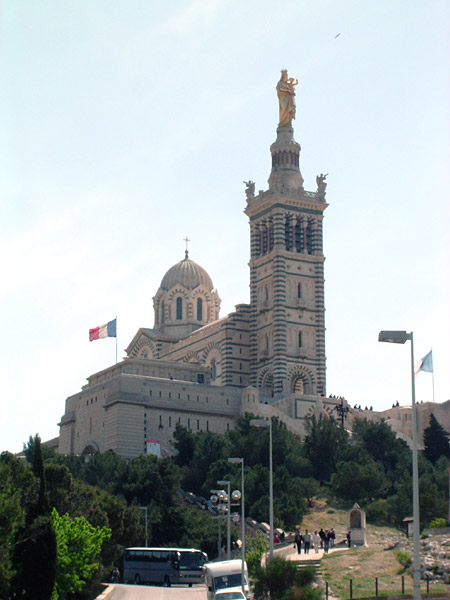
La basílica de Notre-Dame de la Garde a Marsella (1853-1864)

La basílica de Notre-Dame de la Garde a Marsella es construí entre 1853 i 1864 al punt més alt de la ciutat en estil neobizantí. Fou dissenyada per l'arquitecte Jacques-Henri Esperandieu. La característica principal de l'església és un campanar de 60 m, amb una estàtua de la marededeu i el nen, visibles des de quilòmetres mar enllà.

## Arquitectura rural a Provença
L'arquitectura rural de la Provença té dos tipus diferents de cases rurals, el mas i la bastida.
Un mas és una unitat econòmica prou autosuficient, que pot produir fruita, verdures, carn, llet, i fins i tot seda. La casa es construeix generalment de pedra local amb una teulada inclinada romana, i és un llarg rectangle, dos o tres pisos d'altura, amb la cuina i l'espai per als animals a la planta baixa i habitacions, espai d'emmagatzematge per a l'alimentació i, sovint un espai per a conrear cucs de seda al primer pis. Quan les famílies es feien més grans, el mas s'estenia amb noves habitacions. Solen orientar-se al sud, per proporcionar protecció del mestral i tenen poques finestres, molt petites, per a protegir-se de la calor de l'estiu i per a mantenir la calor a l'hivern.
Una bastida era la casa d'un camperol ric, i en general tenia forma de quadrat, amb un pati interior. Als s. XIX i XX moltes bastides foren ocupades per residents rics de Marsella.

## Le Corbusier a Provença (s. XX)
La Unité d'Habitation de Marsella, també conegut com la Cité Radieuse, dissenyada per l'arquitecte Corbusier el 1946-1952, esdevingué un dels edificis més influents del s. XX. Construït en formigó sense acabar (l'acer no estava disponible a causa de la guerra), tenia 19 pisos amb 330 apartaments de vint dissenys diferents, prop de botigues, un restaurant, un hotel, una clínica, instal·lacions esportives, una terrassa al terrat, un auditori a l'aire lliure i un jardí d'infants. Se suposava que havia de ser "una màquina per viure", amb tot el necessari sota un mateix sostre. Corbusier construí cinc versions de la Unité d'Habitation, i inspirà edificis semblants en altres indrets de França, Alemanya i Gran Bretanya, i es convertí en un model d'edificis d'apartaments en la dècada de 1950. Fou elogiat i criticat com el primer exemple d'arquitectura brutalista.
Altres edificis de Le Corbusier a la Provença:
- Cabananon a Ròcabruna del 1952. Corbusier hi dormí algunes vegades a la Vila E 1027 de Ròcabruna i al 1952 Thomas Rebutato, l'amo d'un restaurant local li encarregà una cabana al costat de la platja, o Cabanon. Estava limitada a 16 m2, feta de troncs de fusta i fusta contraxapada, moblada només amb un sofà, una taula i una aigüera. Fou un esforç de Corbusier per estandarditzar tots els gèneres de l'arquitectura. Més tard s'hi afegí una petita oficina al costat de la cabina.[13]

## Arquitectura moderna a Provença (s. XX)

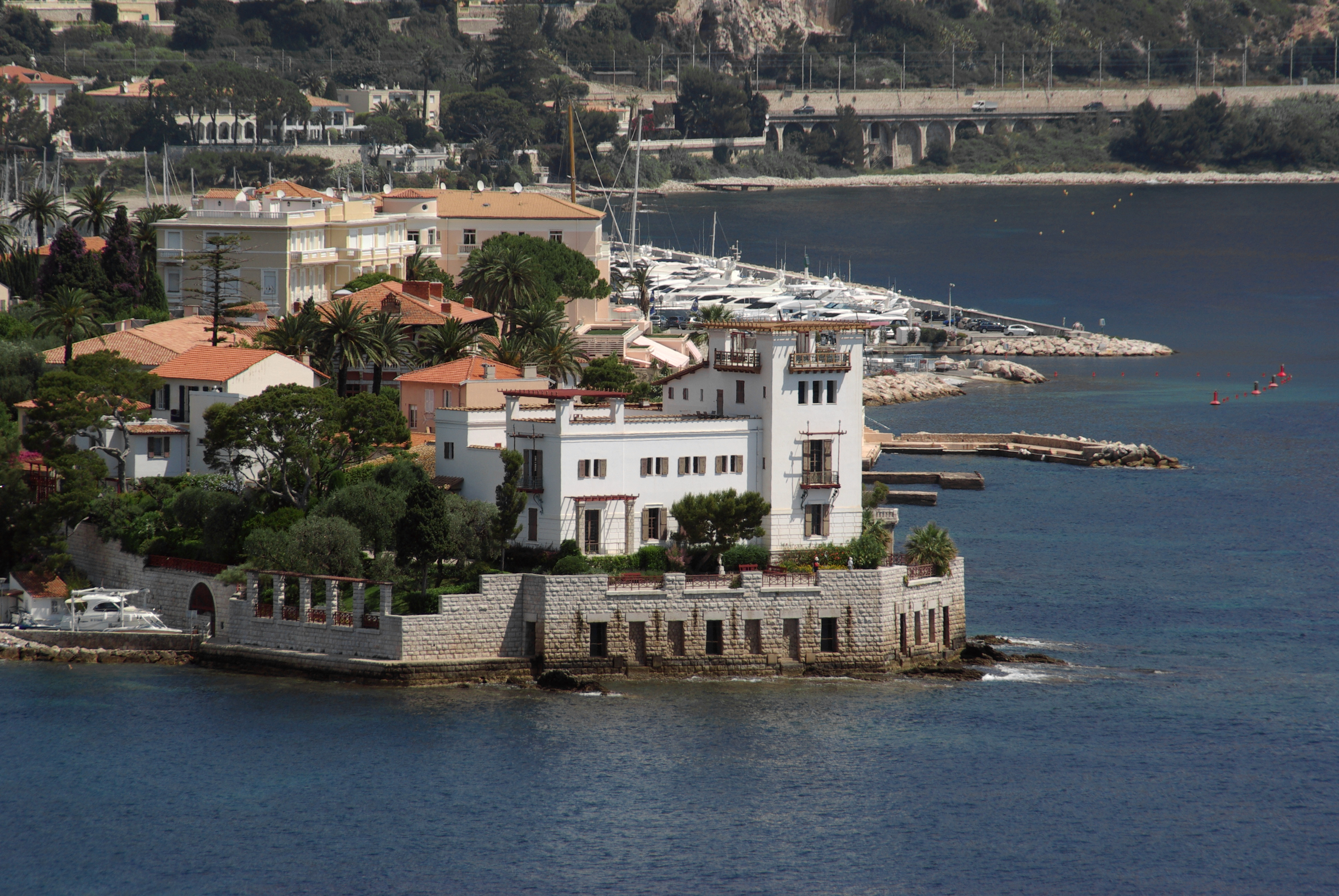
La vil·la Kerylos, una versió moderna d'una antiga vil·la grega, prop de Bèuluec de Mar (1903-1908)

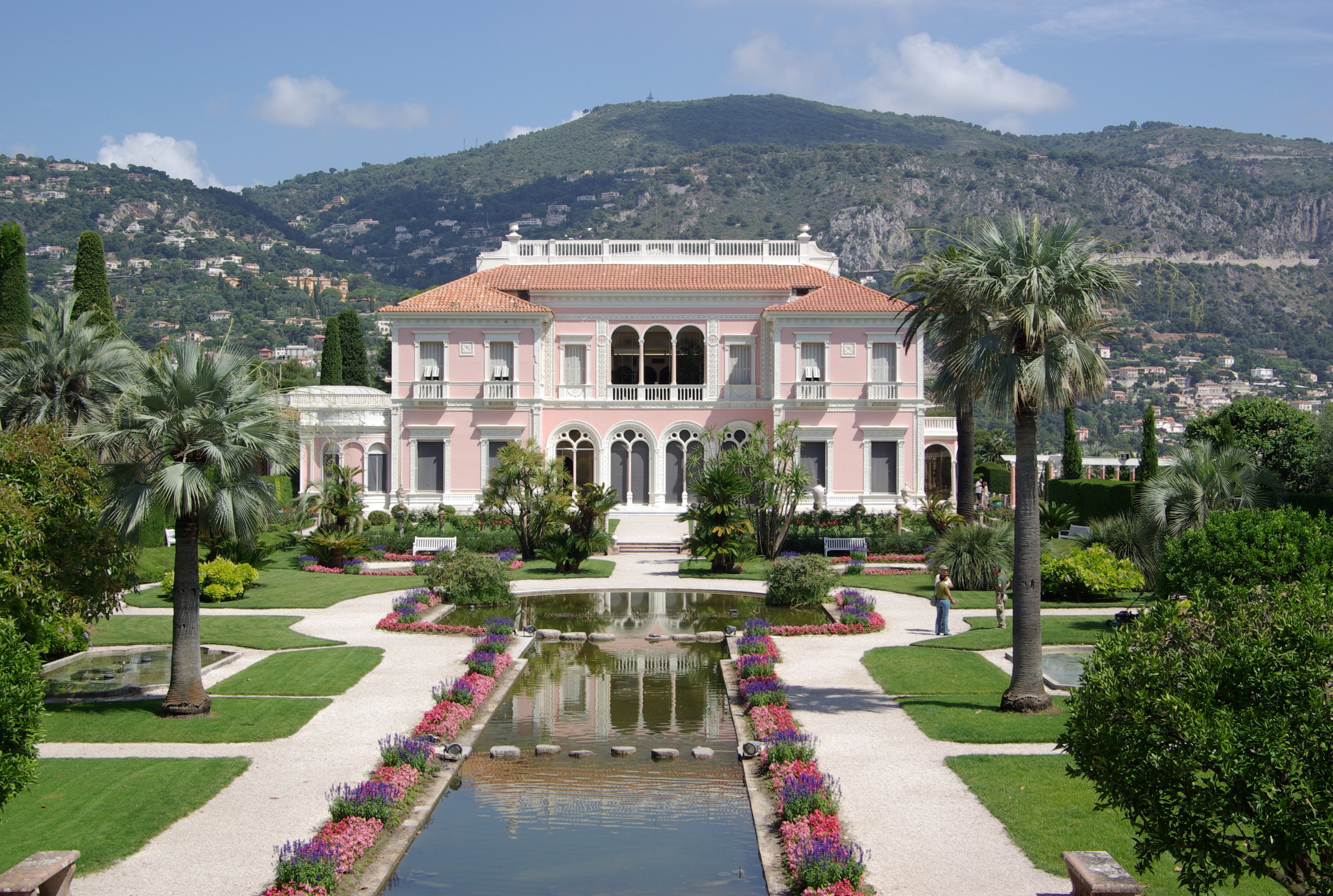
Vil·la Ephrussi de Rothschild i jardines St. Joan Cap Ferrat (1911-1912)

Edificis notables del s. XX a Provença:
- Els Arxius d'Ultramar (Ais de Provença, 1996), arquitectes Thierry Lacoste, Antoinette Robain
- Vil·la Bloc (Antíbol, 1961), arquitectes André Blocy i Claude Parent
- Museu d'Arle Antic (1995), arquitecte Henri Ciriani
- Rotonda de locomotores, (Avinyó, 1946), arquitectes Paul Peirani i Bernard Lafaille
- Església Sant Josep Obrer (Chamfleury, 1967-69) arquitectes Guillaume Gillet i Charles André
- La Ciutadella (Banhòus, 1956-1961), arquitectes Georges Candilis, Alexis Josic, Shadrach Woods, Guy Brunache i Paul Dony
- Vil·la Kerylos, Bèuluec de Mar (1903-1908), arquitecte Emmanuel Pontremoli
- Hotel Carlton, Canes, (1909-1913), arquitectes Charles Dalmas i Marcellin Mayère
- Vil·la Vent d'aval, Grimaud, Var, 1928-1950, arquitecte Pierre Chareau
- Centre de recerca IBM, La Gauda, (1960-1962), arquitecte Marcel Breuer
- Vil·la Seynave, Grimaud, Var (1961) arquitecte Jean Prouvé
- Port Grimaud, Var, (1963-1972), arquitecte François Spoerry
- Vil·la de Noailles, Ieras, (1923), arquitecte Robert Mallet-Stevens
- La Torreta, Marsella, (1948-1953) arquitectes Fernand Pouillon i René Egger
- Immoble del Port Vell, Marsella (1949-1954), arquitectes Fernand Pouillon, André Devin, André LeConte i Auguste Perret
- La Brasília, Marsella, (1957-1967) arquitecte Fernand Boukobza
- Escola Nacional de Dansa, Marsella (1992) arquitecte Roland Simounet
- Hotel del departament, Marsella (1993), arquitectes William Alsop i John Lyall
- Teatre des Salins, Lo Martegue (1995), arquitectes Vincent Speller, Xavier Fabre i Marino Narpozzi
- Le Negresco, Niça, (1911-1913), arquitecte Eduard Joan Niermans
- Museu d'Arts asiàtiques, Niça (1998), arquitecte Kenzo Tange
- Espai Clodius, Aurenja (1997), arquitectes Michel Seban i Elisabeth Douillet
- Fundació Maeght, Sant Pau (1960-1964), arquitecte Josep Lluís Sert
- Vil·la E 1027, Ròcabruna (1926-1929), arquitectes Eileen Gray i Jean Badovici
- Port La Galera, Teula de Mar (1968-1979), arquitectes Jacques Coüelle, Kandjian, Léopold Vitorge: construïren el conjunt habitacional sota els principis de l'arquitectura orgànica. La implantació i traçat dins del terreny escarpat cap al mar, les formes "clusters" i colors es mimetitzen amb la natura i formen un tot orgànic. Cada element constitutiu és únic, respecta la diversitat de dissenys dins la unitat del conjunt. L'art amb les seues formes escultòriques i orificis emmarcant el paisatge produeix una sensació lúdica i de plaer. "Ésser humà, natura, societat i cultura" han estat les premisses del projecte. Els materials emprats són senzills, el disseny de cada element els jerarquitza.

## Segle XXI

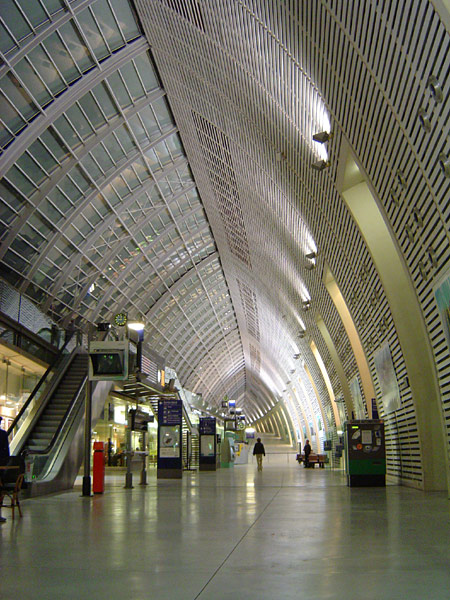
Interior de l'estació de TV de l'Avinyó TGV

L'estació Avinyó del TGV és una estació de trens de passatgers, d'alta velocitat, construïda sobre la LGV Mediterrània i inaugurada al 2001, dissenyada pel gabinet d'arquitectura de la SNCF sota direcció de Jean-Marie Duthilleul i Jean François Blassel. Els seus arcs gòtics fan ressò dels símbols més famosos d'Avinyó com el palau dels Papes (vegeu més amunt).